# 俄羅斯入侵烏克蘭時間軸 (2024年4月)

俄羅斯入侵烏克蘭的動態地圖（參見可交互的俄烏戰爭詳細地圖）

本條目主要列出俄羅斯入侵烏克蘭在2024年4月的過程。

## 4月1日

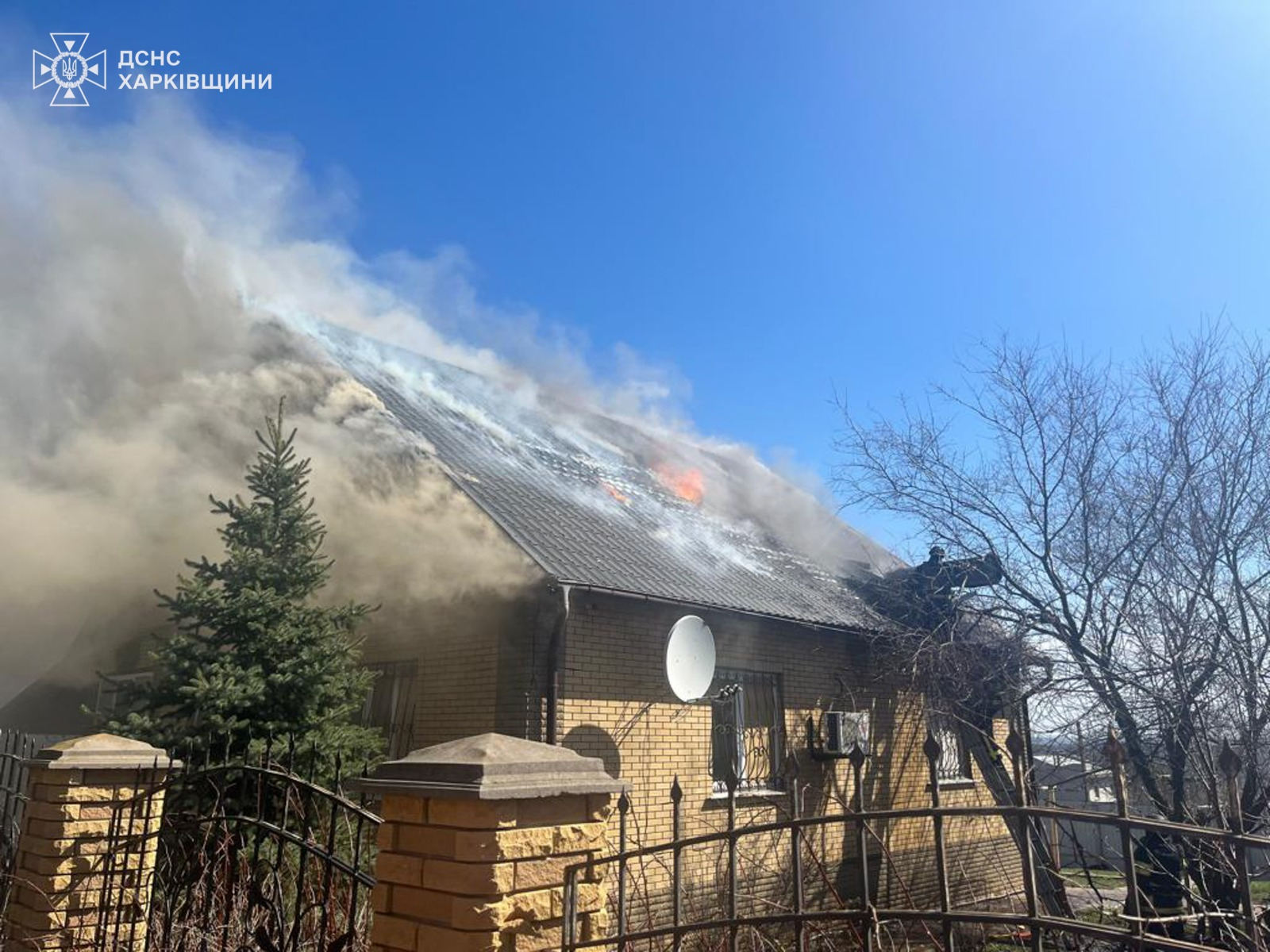
俄軍襲擊哈爾科夫州後

烏克蘭地方政府表示，截至01日上午9時，俄羅斯在過去24小時內，一共襲擊10個州，包括敖德薩、聶伯彼得羅夫斯克、哈爾科夫、盧甘斯克、扎波羅熱、蘇梅、切爾尼戈夫、尼古拉耶夫、赫爾松和頓涅茨克，至少造成1名平民死亡，6名平民受傷。哈爾科夫州州長表示，俄羅斯對沃夫昌斯克發動襲擊，至少造成1名平民受傷。
烏克蘭武裝部隊總參謀部表示，自全面入侵以來，俄羅斯在烏克蘭損失442,880名士兵，過去一天俄羅斯部隊有710人傷亡，累計損失6,986輛坦克、13,321輛裝甲戰鬥車輛、14,752輛車輛、11,082門火砲系統、1,023套多管火箭系統、744套防空系統、347架飛機、325架直升機、8,757架無人機、2,015枚巡航導彈、26艘船隻和1艘潛艇等。烏克蘭國家邊防警衛隊表示，邊境警衛隊成功擊退俄羅斯破壞組織在蘇梅州的襲擊。
俄羅斯國營傳媒報道，俄罗斯空天军出動Su-34戰機，摧毁橫跨海丘爾河的胡利亚伊波莱大桥。
俄佔盧甘斯克當局表示，俄佔斯塔羅比爾斯克1名官員，遭汽車炸彈炸死。
烏克蘭總統澤連斯基表示，與軍方和政府高層成員召開會議，討論無人機生產和電子戰系統，包括全部類型無人機的生產，特別是轟炸無人機、偵察無人機和用於特別任務的遠端無人機，而且討論如何確保國防工業的“靈活性”，以應對前線需求的不斷變化。烏克蘭數字轉型部長表示，烏克蘭國內已經能夠生產飛行超過1000公里的攻擊無人機。
烏克蘭哈爾科夫市長表示，俄羅斯的襲擊完全摧毀哈爾科夫市所有關鍵能源基礎設施，包括私營能源設施。基輔市軍事管理局表示，俄羅斯在今年頭三個月內，向基輔發射5枚鋯石高超音速導彈，並在2024年擊落180多枚導彈和無人機。
烏克蘭國家安全局宣佈，俄羅斯國營傳媒「今日俄羅斯」電視台總編輯瑪格麗塔·西蒙尼揚，涉嫌發表無數煽動性言論，公開呼籲謀殺烏克蘭兒童，以及其他帶有種族滅絕意圖的評論，被指控助長種族滅絕，傳播戰爭宣傳，為俄羅斯的全面戰爭辯護，並鼓勵非法侵犯烏克蘭的領土完整，法院在被告缺席下舉行審訊。另外，國家安全局表示，其已拘留1名幼兒園員工，涉嫌協助俄羅斯對哈爾科夫市發動導彈和無人機襲擊，該女子受到俄佔地區的朋友遠端招募。此外，其也已拘捕1名扎波羅熱州居民，涉嫌向俄羅斯公司提供沙、碎石和水泥等原材料，並製作成金字塔形的「龍牙」防禦工事，用來阻礙裝甲車在前線的前進。

## 4月2日
烏克蘭空軍表示，午夜至凌晨期間，俄羅斯從俄佔克里米亞喬達角發射10架無人機，並且分別從俄佔扎波羅熱發射1枚Kh-59巡航導彈，防空部隊在聶伯彼得羅夫斯克州上空擊落9架無人機。赫爾松地區軍事管理局表示，俄羅斯對托卡里夫卡發動襲擊，至少造成1名平民死亡。第聶伯羅彼得羅夫斯克州州長表示，俄羅斯下午對第聶伯羅市一個教育設施發動導彈襲擊，至少造成13名平民受傷，其中包括5名兒童。哈爾科夫州州長表示，俄羅斯對新奧西諾韋發動襲擊，至少造成1名平民死亡，1名11歲男童受傷。
烏克蘭武裝部隊總參謀部表示，自全面入侵以來，俄羅斯在烏克蘭損失443,660名士兵，過去一天俄羅斯部隊有780人傷亡，累計損失6,998輛坦克、13,350輛裝甲戰鬥車輛、14,783輛車輛和油箱、11,112門火砲系統、1,023套多管火箭系統、744套防空系統、347架飛機、325架直升機、8,779架無人機、2,058枚巡航導彈、26艘船隻和1艘潛艇等。烏克蘭國防部表示，烏克蘭武裝部隊在今年3月份摧毀976個俄羅斯火炮系統，是全面入侵開始以單月最高紀錄。
烏克蘭傳媒《基輔獨立報》引用烏克蘭國防部情報總局消息報道，烏克蘭使用無人機攻擊俄羅斯鞑靼斯坦共和國的天竺葵-2攻擊無人機，即伊朗製見證者-136無人機的俄羅斯仿製版本的製造設施。俄羅斯傳媒則報道，烏克蘭無人機襲擊鞑靼斯坦州葉拉布加和下卡姆斯克的工業設施，造成8人受伤。所有受伤者都是大学生，其中包括两名未成年人，沒有嚴重損失。另外，獨立報亦引用情報總局另一消息報道，一架烏克蘭遠端無人機襲擊俄羅斯鞑靼斯坦的工業設施，位於下卡姆斯克市其中一個最大的煉油廠。
烏克蘭國防部情報總局表示，成功襲擊俄佔克里米亞塞瓦斯托波爾的一座變電站，導致部分地區停電。俄佔塞瓦斯托波爾官員則否認，聲稱停電的原因是短路。
俄羅斯庫爾斯克州州長表示，防空系統在當地上空擊落4架無人機，損壞多幢建築物。
烏克蘭總統澤連斯基簽署3項法案，對動員程序進行修改，批准將義務兵役最低年齡從27歲降低到25歲的，建立應徵入伍者線上登記冊，並取消軍事體檢中的「部分合格」安排。
俄罗斯国防部长绍伊古宣布，自2024年初以来，乌克兰武装部队伤亡人数已超过8万。此外，敌军还丢失各类武器1.4万辆，其中坦克等装甲战车1200多辆。另外，今年初起俄罗斯军队控制「俄罗斯联邦新地区」403平方公里的领土。特别是，俄控顿涅茨克人民共和国的涅维尔斯科耶、奥尔洛夫卡、托年科耶、克拉斯诺耶，以及扎波罗热地区的米尔诺耶村得到解放。
俄羅斯國營傳媒引用軍事博主影片報道，在烏克蘭哈尔科夫市市长伊戈尔·捷列霍夫昨日表示，该市几乎所有重要的能源基础设施都被摧毁後，部分哈爾科夫市居民开始陆续离开該市。
俄羅斯總統普京宣布，任命謝爾蓋·平丘克中出任俄羅斯黑海艦隊的新指揮官，接替維克托·索科洛夫上將。索科洛夫在2023年9月22日烏軍發動的「捕蟹器行動」中，遭烏方聲稱身亡，其後俄方發放多段索科洛夫出席影片，間接否認索科洛夫死訊，但均被指影片於襲擊前拍攝，2024年2月，烏克蘭擊沉黑海艦隊登陸艦凱撒·庫尼科夫號後，索科洛夫被解除職務，平丘克中暫代職務。
俄罗斯联邦安全局宣布，拦截一个走私计划，涉嫌通过罗马尼亚、匈牙利和斯洛伐克等6個欧盟和北约成员国从乌克兰将爆炸物运入俄羅斯，边防人员在俄罗斯和拉脱维亚之间的过境点乌比林卡进行车辆检查时，发现一批原产于乌克兰的东正教圣像和其他教堂物品实际上是伪装的炸弹材料，其中发现4个简易爆炸装置、10公斤高当量工业塑料炸药等，联邦安全局已拘留一名人员，但其身份尚未透露。据嫌犯供述，相关物品正在转运至莫斯科。
美國國務卿布林肯在巴黎會見記者時表示，美國將進一切能力協助烏克蘭抵禦俄羅斯的侵略，當記者問到有關烏克蘭使用無人機襲擊俄羅斯的煉油廠時，布林肯表示，美國沒有支援亦沒有促成烏克蘭對俄羅斯煉油廠的襲擊。
44個國家在荷蘭參與「恢復烏克蘭正義會議」，並同意發表聯合聲明，呼籲成立特別法庭，追究俄羅斯在烏克蘭犯下戰爭罪的責任，會議討論由烏克蘭總統澤連斯基提出的10點和平計劃中的第7點「恢復正義」，會議同時亦呼籲要求俄羅斯為對烏克蘭人犯下的罪行支付賠償金，並支援探索使用被凍結的俄羅斯資產來支付賠償的方案。荷蘭外交部長在會議上表示，荷蘭已承諾提供1080萬美元，以幫助烏克蘭調查俄羅斯的戰爭罪行。
聯合國秘書長發言人斯特凡·杜加里克在每日新聞簡報會中被問到，有配備北約裝備的無人機襲擊俄羅斯鞑靼斯坦的設施時表示，反對並呼籲停止對民用基礎設施的所有襲擊。

## 4月3日
烏克蘭地方政府表示，截至3日上午9時，俄羅斯在過去24小時內，一共襲擊13個州，包括赫梅利尼茨基、日托米爾、基洛夫格勒、切爾卡瑟、聶伯彼得羅夫斯克、哈爾科夫、盧甘斯克、扎波羅熱、蘇梅、切爾尼戈夫、尼古拉耶夫、赫爾松和頓涅茨克，至少造成3名平民死亡，21名平民受傷。烏克蘭空軍表示，午夜至凌晨期間，俄羅斯從滨海阿赫塔尔斯克發射4架無人機，另外亦發射3枚S-300導彈，防空部隊在赫梅利尼茨基、日托米爾、基洛沃格勒和切爾卡瑟州上空擊落全部無人機。蘇梅州軍事管理局表示，俄羅斯上午對克拉斯諾皮利亞發動導彈襲擊，至少造成1名平民死亡，2名平民受傷。哈爾科夫州國家警察表示，俄羅斯對庫皮揚斯克發動襲擊，至少造成1名平民受傷。另外，哈爾科夫州檢察官辦公室表示，俄羅斯對梅雷法發動導彈襲擊，至少造成1名平民受傷。
烏克蘭武裝部隊總參謀部表示，自全面入侵以來，俄羅斯在烏克蘭損失444,370名士兵，過去一天俄羅斯部隊有710人傷亡，累計損失7,009輛坦克、13,368輛裝甲戰鬥車輛、14,813輛車輛和油箱、11,142門火砲系統、1,025套多管火箭系統、745套防空系統、347架飛機、325架直升機、8,796架無人機、2,059枚巡弋飛彈、26艘船隻和1艘潛艇等。
烏克蘭總統澤倫斯基與芬蘭總統的聯合記者會中表示，俄羅斯正準備在6月1日之前再動員30萬名士兵。另外，澤倫斯基表示，在3月期間，俄羅斯軍隊發射400多枚各種類型導彈、600多架無人機和3000多枚制導空中炸彈，並形容烏克蘭城市和村莊正在遭受恐怖襲擊，強調俄羅斯的襲擊對前線附近的社群來說是極其殘酷的。
烏克蘭國防部情報總局發言人回應早前聯合國發言人遭記者提問，有關有北約裝備的無人機襲擊俄羅斯韃靼斯坦共和國設施的事件，情報總局發言人表示，烏克蘭沒有使用西方夥伴提供的武器來襲擊俄羅斯韃靼斯坦共和國的設施。此外，發言人表示，關於俄羅斯可能對哈爾科夫發動進攻的謠言，是俄羅斯的心理行動一部分，現時沒有任何跡象表明俄羅斯計劃發動新進攻。另外，烏克蘭國防部情報總局表示，截至3月3日，俄羅斯擁有約100架蘇-35戰機、100多架蘇-34戰機和7架A-50預警機。
烏克蘭國家調查局表示，自俄羅斯全面入侵開始以來，已經開始調查1,633起涉嫌叛國罪的案件，1,072人被宣佈為嫌疑人。烏克蘭國會人權監察員表示，再有7名烏克蘭兒童及其家人成功從俄佔赫爾松和扎波羅熱地區返回烏克蘭。
北約成員國在比利時布魯塞爾召開一連兩日外長會議，討論加強對烏克蘭的軍事援助，其中北約秘書長斯托爾滕貝格提出成立1000億歐元的基金，於未來5年為烏克蘭提供軍事支援，並建議北約承擔更多現時由美國領導的工作，以應對一旦美國前總統特朗普成功重新入主白宮後，美國會削減對烏克蘭的援助，並且表明成員國已經同意推進計劃，預計在7月華盛頓舉行的峰會上會達成協議。
芬蘭總統亞歷山大·斯圖布到訪基輔，並與烏克蘭總統澤連斯基會面，雙方簽署兩國之間的10年安全協議，根據協議，赫爾辛基將為烏克蘭提供長期軍事和財政援助，並預計將深化政治、財政、改革和人道主義領域的合作，芬蘭將參與重建烏克蘭的能源部門，評估環境損害，並加強邊境和關鍵基礎設施的保護。
愛沙尼亞總統在塔林與到訪的烏克蘭總理會晤時，重申支援烏克蘭襲擊俄羅斯的軍事目標，並表示烏克蘭軍隊摧毀對俄羅斯軍隊至關重要的基礎設施是完全合法。
法國國防部長勒科爾尼與俄羅斯國防部長紹伊古通電話，是自2022年10月以來兩國防長首次通話，勒科爾尼強烈譴責對上個月發生在莫斯科郊外番紅花城市大廳恐怖襲擊事件，並提出與俄羅斯就反恐問題進行交流合作，但同時亦「毫無保留地」譴責俄羅斯對烏克蘭的侵略。

## 4月4日
烏克蘭武裝部隊總參謀部表示，俄軍向烏克蘭發射20架無人機，防空部隊在哈爾科夫州和第聶伯羅彼得羅夫斯克州擊落11架無人機。烏克蘭哈爾科夫州州長表示，凌晨一時左右，俄軍對哈爾科夫發動「雙連擊戰術」無人機襲擊，在救援人員趕到現場後，對同一地點發動第2次襲擊，至少造成4名平民死亡，12名平民受傷，傷亡人員中包含多名救援人員。另外，州長表示，下午1點左右，俄軍對哈爾科夫的農地發動襲擊，至少造成1名平民死亡，2名平民受傷。頓涅茨克州州長表示，俄軍對紐約克發動襲擊，至少造成2名平民死亡，1名平民受傷。
烏克蘭武裝部隊總參謀部表示，自全面入侵以來，俄羅斯在烏克蘭損失445,040名士兵，過去一天俄軍有670人傷亡，累計損失7,018輛坦克、13,386輛裝甲戰鬥車輛、14,861輛車輛和油箱、11,142門火砲系統、1,026套多管火箭系統、746套防空系統、347架飛機、325架直升機、8,817架無人機、2,059枚巡弋飛彈、26艘船隻和1艘潛艇等。
俄羅斯國防部表示，防空部隊在別爾哥羅德州上空擊落3架烏克蘭無人機，在圖拉州上空擊落2架。庫爾斯克州州長表示，烏克蘭無人機深夜襲擊俄羅斯庫爾斯克地區，導致民用基礎設施受損。
乌克兰国家应急服务的資訊報道，自全面戰爭開始以來，俄羅斯對烏克蘭的「雙擊戰術」襲擊，已造成91名急救人員死亡，348名急救人員受傷。烏克蘭國家核能發電公司表示，在俄羅斯襲擊後，一條從烏克蘭能源網向俄佔扎波羅熱核電站供電的外部架空線斷開，現時僅透過一條電力線與烏克蘭的能源系統相連，如果與國家電網的最後一條線路斷開，電廠將處於再次停電的邊緣，嚴重違反安全運行條件。
烏克蘭國家安全局網路安全負責人表示，俄羅斯情報部門對烏克蘭高層政府和軍事官員發起大量虛假資訊和心理行動。烏克蘭總檢察長辦公室表示，一名烏克蘭男子涉嫌協助俄軍在2023年6月襲擊克拉马托尔斯克的一家咖啡館，至少造成13名平民死亡，60名平民受傷，被判處終身監禁。烏克蘭國家安全局表示，調查後發現俄軍入侵烏軍的通訊設備，並且知悉烏軍第128山地突擊旅在2023年11月3日於前線地區舉行頒獎儀式，以紀念炮兵日，俄軍發射9K720伊斯坎德爾導彈攻擊陣地，至少造成19名烏克蘭士兵死亡。
俄羅斯國營傳媒根據俄羅斯軍事博主等多方消息報道，俄罗斯突击部队距离烏克蘭東部頓涅茨克州恰索夫亚尔市郊区还有100至500米。
跨国志願黑客组织「一拳」表示，烏克蘭軍方向團隊颁发感谢状，感謝該黑客組織对俄罗斯军事公司和闭路电视摄像机发动了数十次网络攻击。
俄罗斯联邦安全局宣布，抓获一名试图加入乌军的前以色列国防军士兵，在警告對方後驱逐回以色列。
波兰外交部长拉多斯瓦夫·西科尔斯基宣布，北约国家已在乌克兰设立联合特派团，以扩大以美国为首的北约集团向基辅提供的支持范围。

## 4月5日
烏克蘭地方政府表示，截至05日上午9時，俄羅斯在過去24小時內，一共襲擊10個州，包括敖德薩、聶伯彼得羅夫斯克、哈爾科夫、盧甘斯克、扎波羅熱、蘇梅、切爾尼戈夫、尼古拉耶夫、赫爾松和頓涅茨克州，至少造成3名平民死亡，11名平民受傷。烏克蘭空軍表示，午夜至凌晨期間，俄軍從俄佔克里米亞發射13架無人機，另外從俄軍別爾哥羅德州發射2枚S-300或S-400導彈和3枚9K720伊斯坎德爾導彈，防空部隊在扎波羅熱、敖德薩和第聶伯羅彼得羅夫斯克州上空擊落全部無人機。赫爾松州地方政府表示，俄軍襲擊赫爾松市和貝里斯拉夫市，共至少造成6名平民受傷。扎波羅熱州州長表示，俄軍下午發射5枚導彈襲擊扎波羅熱，至少造成4名平民死亡，23名平民受傷，包括2名兒童。
烏克蘭武裝部隊總參謀部表示，自全面入侵以來，俄羅斯在烏克蘭損失445,900名士兵，過去一天俄軍有860人傷亡，累計損失7,033輛坦克、13,459輛裝甲戰鬥車輛、14,922輛車輛和油箱、11,221門火砲系統、1,029套多管火箭系統、747套防空系統、347架飛機、325架直升機、8,847架無人機、2,059枚巡弋飛彈、26艘船隻和1艘潛艇等。烏克蘭部隊東部指揮部發言人表示，俄軍尚未進入頓涅茨克州恰西夫亞爾郊區，只是一直在查西夫亞爾附近集中力量。
俄羅斯羅斯托夫州州長表示，凌晨烏克蘭對俄羅斯羅斯托夫州發動大規模襲擊，目標是莫羅佐夫斯克區的一個軍用機場，防空部隊擊落40多架無人機，一個變電站受損。被擊落的無人機殘骸擊中當地一栋公寓楼，造成八人受伤。烏克蘭軍方知情人士向烏克蘭傳媒《基輔獨立報》透露，烏克蘭國家安全局與烏軍合作，對俄羅斯莫羅佐夫斯克空軍基地進行襲擊，Su-34戰鬥機和Su-27戰鬥機以該機場作為基地，並向烏克蘭軍事陣地和前線城市投擲空中炸彈，知情人士透露襲擊至少摧毀6架軍用飛機，另有8架損壞，約有20名俄羅斯士兵被殺或受傷。烏克蘭方面亦表示，軍隊分別對萨拉托夫州的恩格斯军用机场、位于亚速海沿岸的叶伊斯克军用机场和库尔斯克的军用机场發動襲擊，其中在恩格斯军用机场造成3架图-95轰炸机受损，7名俄军人员死亡，在叶伊斯克军用机场有2架苏-25战机被摧毁，4名俄军人员死亡。
國際醫療人道主義組織「無國界醫生」表示，位於俄佔頓涅茨克西北約50公里的烏克蘭波克羅夫斯克明辦公室，於當地時間凌晨3點左右，遭到轟炸並被完全摧毀，辦公室員工沒有受傷，但附近的5名當地平民受傷。
烏克蘭總統澤連斯基訪問與俄羅斯和白俄羅斯接壤的切爾尼戈夫州，會見當地官員，並檢查防禦工事的建設。烏克蘭武裝部隊總參謀部表示，軍事招募辦公室將開始從軍事登記冊中傳喚年滿25歲的公民，以提供個人資料，接受體檢，並填寫相關檔案，以便日後動員。烏克蘭內政部副部長表示，俄軍在過去三個月，對烏克蘭領土進行約3萬次襲擊，相比之下在2023年全年，此類襲擊的次數約為6萬6千次。烏克蘭支援部隊指揮部表示，俄軍已經系統性地使用含有違禁化學品彈藥，次數亦越來越多，過去一個月已經記錄371起案件，比前一個月多90多宗。
烏克蘭總統辦公室主任表示，俄羅斯可能會在5月底或6月初發起新一輪攻擊，可能針對哈爾科夫。翌日，辦公室主任澄清，提到俄羅斯可能對哈爾科夫發動更多導彈襲擊，而不是進攻。
烏克蘭國家安全局表示，逮捕2名來自南高加索國家的公民，涉嫌在敖德薩為俄羅斯聯邦安全局從事偵察工作，包括協助準備俄羅斯對位於敖德薩州的烏克蘭武裝部隊地區總部的導彈襲擊。
烏克蘭臨時被佔領土重返社會部表示，烏克蘭政府下令從北部蘇梅州的52個定居點疏散兒童。
俄羅斯獨立媒體Mediazona與BBC新聞俄語根據公共來源，包括訃告、親屬、地區媒體和地方當局的報道，證實自2022年2月俄羅斯全面入侵烏克蘭以來，喪生的5萬名俄羅斯士兵名字，並明確表示，實際數字可能更高。其中BBC新聞俄語表示，這些數字不包括來自俄佔烏克蘭地區的士兵。根據BBC的調查顯示，來自俄佔頓涅茨克和盧甘斯克的約23,400名士兵死亡，使證實死亡總數接近7萬5千人，實際數字可能超過10萬。
摩爾多瓦親俄分離地區聶斯特河左岸官員表示，1架無人機襲擊距離烏克蘭邊境6公里的一個軍事設施。
世界衛生組織表示，自2022年2月俄羅斯全面入侵以來，已記錄1,682起對烏克蘭醫療設施的襲擊，導致128名醫務人員和患者死亡，288人受傷，其中救護車工作人員和其他醫療運輸人員面臨的風險特別高，受傷或死亡的可能性是其他醫護人員的三倍。
日本政府宣佈，決定禁止向俄羅斯出口164種商品，如汽車發動機機油和光學裝置，禁令將於4月17日生效，作為日本因府俄羅斯入侵烏克蘭，而對俄羅斯實施的制裁。
俄羅斯政府负责乌克兰罪行的无任所大使罗季翁·米罗什尼克表示，俄罗斯当局收集的数据显示，乌克兰的袭击在2024年1月1日至3月31日期间造成俄方922名平民伤亡，其中721人受伤，59名俄罗斯儿童伤亡，其中11人死亡。从1月初到3月底，基辅已向俄罗斯民用设施发射至少 2萬2千发弹药，其中大部分由西方提供。

## 4月6日
烏克蘭空軍表示，午夜至凌晨期間，俄軍從俄羅斯庫爾斯克和普里莫爾斯科-阿赫塔爾斯克發射32架無人機，從別爾哥羅德州發射3枚S-300防空導彈，從薩拉託夫州發射2枚Kh-101/555導彈，從黑海發射1枚口徑導彈，防空部隊擊落28架無人機，2枚Kh-101/555巡航導彈和1枚口徑導彈。哈爾科夫市警察調查部門負責人表示，俄軍於凌晨使用S-300導彈，對哈爾科夫發動「雙連擊戰術」襲擊，相隔不到30分鐘下，對同一地點發動2次襲擊，至少造成7名平民死亡，11名平民受傷。另外，哈爾科夫州州長表示，俄軍下午再度襲擊哈爾科夫，至少造成1名平民死亡，1名平民受傷，部分民用基礎設施受損。敖德薩州州長表示，俄軍襲擊敖德薩區一個公用事業設施，至少造成1名平民死亡。頓涅茨克州州長表示，俄軍炮擊克拉希夫卡和克拉斯諾霍裡夫卡，共至少造成5名平民死亡，2名平民受傷。
烏克蘭武裝部隊總參謀部表示，自全面入侵以來，俄羅斯在烏克蘭損失446,690名士兵，過去一天俄軍790人傷亡，累計損失7,057輛坦克、13,497輛裝甲戰鬥車輛、14,992輛車輛和油箱、11,262門火砲系統、1,032套多管火箭系統、749套防空系統、347架飛機、325架直升機、8,895架無人機、2,060枚巡弋飛彈、26艘船隻和1艘潛艇等。烏克蘭武裝部隊總司令表示，俄軍試圖突破烏克蘭在頓涅茨克州恰西夫亞爾的防禦，並且正在恰西夫亞爾以東爆發激烈戰鬥，烏克蘭仍然控制恰西夫亞爾。
俄羅斯國防部表示，防空部隊在別爾哥羅德州上空擊落烏軍從RM-70火箭發射器發射的10枚火箭彈，沒有傷亡報告。
俄羅斯國防部表示，过去24小时内，乌軍在顿涅茨克方向有470名士兵伤亡，俄军击毁两辆装甲战车、一门155毫米M109帕拉丁自行火炮和一门美制155毫米M777榴弹炮等武器，以及一个野战弹药库。另外，俄军还击退乌軍第10山地突击旅突击队在顿涅茨克拉兹多洛夫卡村地区的两次袭击。在阿夫季夫卡方向，乌军在进行12次反击后，一天之内损失280余名兵力。在赫尔松方向，乌軍损失35人。在南顿涅茨克方向，俄軍击退90多名乌军士兵的袭击。俄羅斯新聞通訊社引述軍隊消息報道，俄罗斯武装部队袭击乌克兰尼古拉耶夫地区的奥恰科夫海岸一处乌军驻扎的娱乐中心。
烏克蘭總統澤連斯基在接受國家電視臺採訪時呼籲國際合作夥伴為烏克蘭提供更多現代防空系統，以抵禦俄羅斯的襲擊，並指出為求完全覆蓋烏克蘭，烏克蘭最好能夠擁有25套愛國者防空系統，每個系統有6-8個電池。另外，澤連斯基表示，哈爾科夫的防線和烏克蘭武裝部隊已經做好準備，如果俄羅斯試圖發動進攻，哈爾科夫將受到保護。又指出，俄羅斯可能會在不久的將來定期開展動員活動，根據情報俄羅斯計劃在6月前動員的30萬名士兵的方案，並不會是最終草案。
英國軍事情報局表示，烏克蘭近期的襲擊增加對俄羅斯防空系統的壓力，導致俄羅斯可能擊落自己的飛機。
烏克蘭國防部情報總局發佈影片，聲稱羅斯托夫州亞速市附近一條石油管道被炸毀。
烏克蘭基礎設施部長表示，自2023年8月由烏方自設的黑海臨時走廊開放以來，已有超過3600萬噸貨物透過走廊運輸，已超過戰爭初期，由聯合國、俄羅斯、土耳其和烏克蘭四方達成的黑海穀物協議的運輸量。
烏克蘭調查新聞媒體Slidstvo.Info表示，旗下一名記者懷疑因對烏克蘭國家安全局官員進行貧腐方面的調查，遭到國家安全局報復，成為動員目標。
立陶宛向乌克兰交付了一批M577履带式装甲运兵车。爱沙尼亚国防部长宣布该国將幫乌克兰採購100万枚炮弹。

## 4月7日
烏克蘭空軍表示，午夜至凌晨期間，俄羅斯從俄佔克里米亞發射17架無人機，防空部隊分別從哈爾科夫州、第聶伯羅彼得羅夫斯克州和波爾塔瓦州擊落全部無人機。烏克蘭哈爾科夫州州長表示，俄軍午夜至凌晨期間，使用無人機襲擊哈爾科夫，破壞一座私人住宅，至少造成3名平民受傷。另外，哈爾科夫州州長表示，俄軍日間對哈爾科夫市中心發動2次導彈襲擊，至少造成5名平民受傷。烏克蘭扎波羅熱州州長表示，俄軍向扎波羅熱州東南部胡利亞伊波萊發射BM-21火箭炮，至少造成3名平民死亡，1名平民受傷。烏克蘭國家緊急服務局表示，俄羅斯轟炸哈爾科夫州東北部庫皮揚斯克市一幢四層公寓樓，至少造成1名平民死亡。
烏克蘭武裝部隊總參謀部表示，自全面入侵以來，俄羅斯在烏克蘭損失447,510名士兵，過去一天俄羅斯部隊820人傷亡，累計損失7,074輛坦克、13,551輛裝甲戰鬥車輛、15,071輛車輛和油箱、11,316門火砲系統、1,036套多管火箭系統、749套防空系統、347架飛機、325架直升機、8,956架無人機、2,060枚巡弋飛彈、26艘船隻和1艘潛艇等。烏克蘭國防部情報總局局長表示，烏克蘭預計在春末或初夏將面臨俄羅斯的新一輪攻勢，烏克蘭東部頓巴斯地區周圍的攻勢將加劇，俄羅斯的潛在進攻可能針對頓涅茨克州的關鍵目標，包括恰西夫亞爾。
俄羅斯國家原子能公司發表聲明，指控烏軍數度襲擊該核電廠，第一次擊中飯堂附近，至少導致3名員工受傷，無講明是何種武器，約半小時後，一架無人機擊中貨物起卸區，另一架就擊中第六反應堆的穹頂。俄羅斯傳媒引述核電廠消息報道，事發前約20分鐘，國際原子能機構專家正巡查飯堂一帶，指襲擊後當地輻射水平正常。俄羅斯外交部形容，事件屬核恐怖主義。國際原子能機構總幹事格羅西表示，機構員工證實主反應堆的密封結構，至少三次被無人機擊中，警告會增加發生重大核事故風險。烏克蘭國防部情報總局否認烏方涉事，反指是俄方自導自演。
俄罗斯别尔哥罗德州州長表示，防空部隊在别尔哥罗德州上空击落4架乌克兰无人机，無人機殘骸造成1人死亡、4人受伤。
烏克蘭總統澤連斯基表示，如果美國國會未能批准對烏克蘭的軍事援助，烏克蘭將在與俄羅斯的戰爭中落敗。
非牟利智庫「戰爭研究所」表示，儘管物資和人員的損失，俄羅斯軍隊仍繼續在前線加強進攻行動，俄羅斯繼續在俄佔巴赫穆特和阿夫迪伊夫卡附近加強進攻，試圖有關前線位置突圍。
烏克蘭總檢察官辦公室表示，已對一段影片展開調查，影片顯示俄羅斯士兵在赫爾松州第聶伯河左岸的克林基附近，槍殺3名被俘和手無寸鐵的烏克蘭軍人。烏克蘭國會人權監察員則表示，已就事件向聯合國和紅十字國際委員會提交正式信函。
英國外交大臣卡梅倫和法國外交部長塞茹爾恩在《電訊報》發表文章，呼籲盟國增加對烏克蘭的支援，並表示烏克蘭必須贏得這場戰爭，否則烏克蘭落敗，盟國也只會一同落敗。
烏克蘭傳媒《基輔獨立報》引述烏克蘭國防部情報總局消息報道，烏克蘭在4月5日使用無人機襲擊俄羅斯克拉斯諾達爾邊疆區的葉伊斯克空軍基地，至少造成4架俄羅斯Su-30SM戰鬥機、2架運輸機和1架別-200水上飛機受損。

## 4月8日
烏克蘭地方政府表示，截至08日上午9時，俄羅斯在過去24小時內，一共襲擊13個州，包括赫梅利尼茨基州、基洛夫格勒州、日託米爾州、敖德薩州、聶伯彼得羅夫斯克州、哈爾科夫州、盧甘斯克州、扎波羅熱州、蘇梅州、切爾尼戈夫州、尼古拉耶夫州、赫爾松州和頓涅茨克州，至少造成4名平民死亡，9名平民受傷。烏克蘭空軍表示，午夜至凌晨期間，俄羅斯從俄佔克里米亞喬達角、庫爾斯克州以及克拉斯諾達爾邊疆區葉伊斯克軍事基地發射24架無人機和1枚Kh-59巡航導彈，防空部隊分別從敖德薩、尼古拉耶夫、基洛夫格勒、赫梅利尼茨基、日託米爾州和第聶伯羅彼得羅夫斯克州上空擊落17架無人機和1枚Kh-59巡航導彈。第聶伯羅彼得羅夫斯克州州長表示，俄羅斯軍隊炮擊尼科波爾，至少造成2名平民受傷。赫爾松州軍事管理局表示，俄羅斯軍隊使用無人機襲擊貝里斯拉夫和比洛澤卡，共至少造成2名平民受傷。扎波羅熱州州長表示，俄羅斯對扎波羅熱市一個工業設施發動導彈襲擊，至少造成3名平民死亡，8名平民受傷。烏克蘭總檢察長辦公室表示，當地時間下午3時15分左右，俄羅斯空襲蘇梅市民用基礎設施，至少造成3名平民受傷，15分鐘後，再空襲蘇梅州比洛比利亞市民用基礎設施，至少造成1名平民死亡，3名平民受傷。頓涅茨克州州長表示，俄羅斯對頓涅茨克州對恰西夫亞爾和塞利多韋發動襲擊，共至少造成1名平民死亡，5名平民受傷，包括1名少女。波爾塔瓦州州長表示，俄羅斯軍隊晚上襲擊波爾塔瓦州一棟住宅樓，至少造成1名平民死亡，16名平民受傷，包括4名兒童。
烏克蘭武裝部隊總參謀部表示，自全面入侵以來，俄羅斯在烏克蘭損失448,400名士兵，過去一天俄羅斯部隊890人傷亡，累計損失7,087輛坦克、13,575輛裝甲戰鬥車輛、15,110輛車輛和油箱、11,356門火砲系統、1,039套多管火箭系統、751套防空系統、347架飛機、325架直升機、8,996架無人機、2,060枚巡弋飛彈、26艘船隻和1艘潛艇等。
烏克蘭國防部情報總局表示，位於波羅的海停靠在俄羅斯加里寧格勒飛地的俄羅斯暴徒級小型導彈艦「謝爾普霍夫號」起火損毀。烏克蘭傳媒《基輔獨立報》引述國防部情報總局消息報道，起火事件是情報總局特工所為，未有交代行動細節。
俄羅斯國防部表示，乌克兰武装部队在顿涅茨克方向损失460多名军事人员、两辆坦克、两辆步兵战车、八辆汽车、一门155毫米M777榴弹炮、一门波兰《蟹》自行火炮、一门152毫米2S3M“Akatsia”自行火炮和两台AN /TRQ-36反炮兵雷达站。在库皮扬斯克方向损失25名军事人员、两辆装甲战车、两辆汽车、一门2S3M「Akatsia」自行火炮、一门Msta-B榴弹炮、三门D-20榴弹炮和一台AN/TRQ-50反炮兵雷达。在阿夫杰耶夫斯基方向，俄军击退了乌克兰武装部队在诺夫哥罗德、新卡利诺沃和别尔蒂奇地区的五次反击，乌军损失人员多达325人、六辆装甲战车、五辆汽车、一门M777榴弹炮和一门格沃兹迪卡自行火炮。在赫尔松方向，俄军和乌克兰武装部队第65机械化旅和第128山地突击旅在拉博蒂诺、斯特波沃伊和巴甫洛夫卡地区交火。乌克兰武装部队损失50名军事人员、三辆坦克、四辆汽车、一门M109帕拉丁自行火炮、两门M119榴弹炮和一门D-30榴弹炮。
俄羅斯國營傳媒引述軍事消息報道，俄军第98空降师已经占领了恰索夫亚尔东南部的两个大型据点。
烏克蘭地面部隊指揮官在社交平台表示，軍方面臨的人力短缺問題，呼籲烏克蘭人加入武裝部隊，如果收到傳票或來到招募辦公室更新個人資訊，不會等於立即被派往前線參加攻擊行動，俄羅斯的宣傳歪曲烏克蘭的動員和招募資訊，並補充烏克蘭法律規定具體方式，每個被檢查為符合條件的人，都將前往培訓中心，接受持續一個月基本訓練計劃。
烏克蘭國家安全局表示，拘留1名遭取締的親俄地區黨前成員，當時正試圖在蘇梅州防線附近確定烏克蘭武裝部隊設施的精確座標，以便將來成為俄羅斯軍隊的目標，以及協助俄羅斯招募間諜和協助打擊。烏克蘭尼古拉耶夫州警方表示，確認一名來自俄羅斯第205摩托化步兵旅的28歲士兵，涉嫌在尼古拉耶夫州巴什坦卡區希羅克犯下戰爭罪，囚禁3名烏克蘭公民並在身體和心理上虐待他們。
烏克蘭傳媒《基輔獨立報》引述烏克蘭國防部情報總局消息報道，烏克蘭駭客可能與烏克蘭國家安全局合作，摧毀俄羅斯軍事、能源和電信等多個行業，使用的OwenCloud資料中心超過300TB的資料被銷燬。
法國外交部長塞茹爾內表示，由於俄羅斯國防部公佈法國國防部長和俄羅斯國防部長之間通話的內容是，並且聲稱法國願意就烏克蘭問題進行對話，但法國政府否認後，法國對與俄羅斯的討論不再感興趣。
英國《經濟學人》援引不具名的烏克蘭軍事情報消息報道，近期俄羅斯升級對哈爾科夫的襲擊，是旨在將哈爾科夫變成一個平民無法居住的「灰色地帶」。哈爾科夫市長向《經濟學人》表示，烏克蘭無意放棄哈爾科夫，在全面戰爭開始時，哈爾科夫已經經歷更糟糕的局面，當時擁有200萬人口的城市，只剩下30萬居民。

## 4月9日

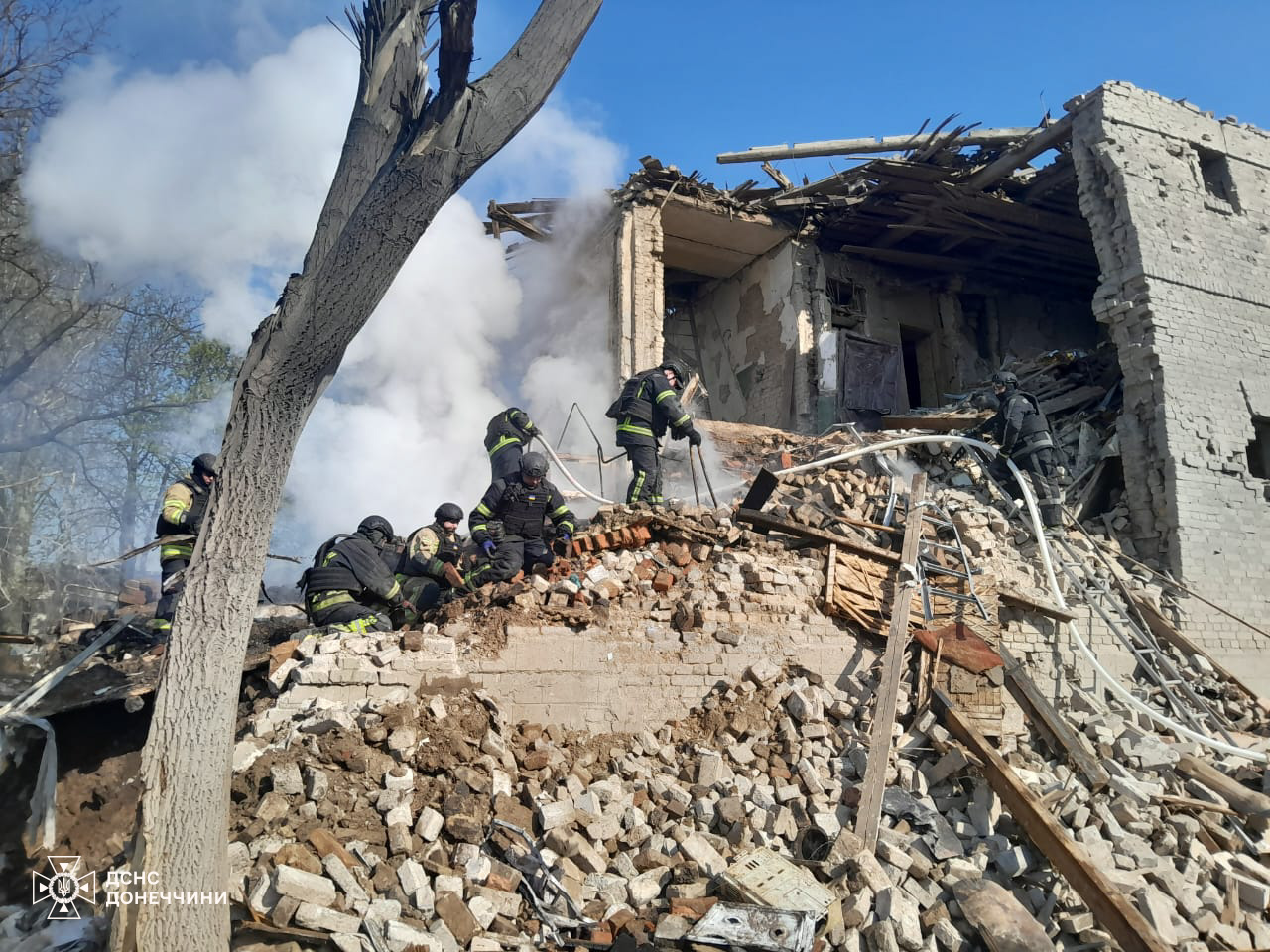
俄羅斯對頓涅茨克州科斯蒂安蒂尼夫卡發動空襲

烏克蘭地方政府表示，截至當天上午9時，俄羅斯在過去24小時內，一共襲擊13個州，包括波爾塔瓦州、利沃夫州、日托米爾州、文尼察州、聶伯彼得羅夫斯克州、哈爾科夫州、盧甘斯克州、扎波羅熱州、蘇梅州、切爾尼戈夫州、尼古拉耶夫州、赫爾松州和頓涅茨克州，至少造成7名平民死亡，36名平民受傷。烏克蘭空軍表示，午夜至凌晨期間，俄羅斯從俄佔克里米亞喬達角和俄羅斯普里莫爾斯科-阿赫塔爾斯克發射20架無人機，防空部隊分別從敖德薩、尼古拉耶夫、赫爾松、第聶伯羅彼得羅夫斯克、波爾塔瓦、文尼察和利沃夫州上空擊落全部無人機，另外俄軍從俄佔頓涅茨克地區發射至少4枚S-300導彈。烏克蘭頓涅茨克州州長表示，俄羅斯對頓涅茨克州科斯蒂安蒂尼夫卡發動空襲，至少造成3名平民死亡，包括1名兒童，2名平民受傷。另外，州長表示，俄羅斯軍隊襲擊頓涅茨克州斯洛維安斯克郊區，至少造成3名平民受傷。哈爾科夫地方當局表示，俄羅斯軍隊空襲哈爾科夫市中心一家民用企業，至少造成3名平民受傷。切爾尼戈夫州州長表示，俄羅斯對切爾尼戈夫州塞梅尼夫卡發動襲擊，至少造成1名平民死亡。
烏克蘭武裝部隊總參謀部表示，自全面入侵以來，俄羅斯在烏克蘭損失449,250名士兵，過去一天俄羅斯部隊850人傷亡，累計損失7,110輛坦克、13,620輛裝甲戰鬥車輛、15,181輛車輛和油箱、11,386門火砲系統、1,039套多管火箭系統、753套防空系統、347架飛機、325架直升機、9,033架無人機、2,065枚巡弋飛彈、26艘船隻和1艘潛艇等。
俄羅斯布良斯克州州长表示，克利莫沃遭到烏克蘭炮击，造成至少两人死亡。俄罗斯國防部表示，在克里米亚上空拦截了一枚导弹，另外在别尔哥罗德州和沃罗涅日州上空各攔截了2架無人機。
親俄羅斯Telegram頻道發放片段顯示，俄羅斯軍隊在俄佔頓涅茨克地區阿夫迪伊夫卡附近的五一村插上俄羅斯國旗，宣稱佔領當地。
烏克蘭總檢察長辦公室戰爭罪司司長表示，至少54名烏克蘭戰俘被俄羅斯士兵處決。
英國國防部表示，由於國際制裁，俄羅斯可能難以生產Kh-101巡航導彈，俄羅斯軍隊最近對烏克蘭的能源基礎設施發起大規模襲擊，主要使用Kh-101、Kh-555和Kh-59巡航導彈，以及彈道導彈和無人機，但Kh-101導彈庫存減少，俄羅斯軍隊可能會開始再次使用口徑巡航導彈。
烏克蘭國家核能發電公司指責俄羅斯早前聲稱烏克蘭無人機襲擊俄佔扎波羅熱核電站的說法是虛假宣傳，試圖掩蓋自己實施恐怖主義行為的意圖，強調防止核和輻射緊急情況的唯一方法是遵守國際原子能機構的決議，並從核電站撤出俄羅斯軍隊及其裝置，清除附近的地區，並將工廠的控制權交還烏克蘭國家核能發電公司。國際原子能組織引述核電站職業管理部門消息表示，1架無人機襲擊俄佔扎波羅日埶熱核電站的訓練中心。
俄罗斯安全部队向俄新社提供一段视频顯示，乌军在巴赫穆特方向的克列谢耶夫卡地区使用化学武器，聲稱其中一个未爆炸的玻璃瓶中含有有毒物质。
烏克蘭傳媒《基輔獨立報》引述烏克蘭國防部情報總局消息報道，烏克蘭無人機午夜至凌晨期間，襲擊俄羅斯沃羅涅日州鮑裡索格列布斯克市一個俄羅斯航空培訓中心。
烏克蘭國家反腐敗局和波蘭執法部門表示，展開聯合行動在波蘭和烏克蘭就涉嫌武器採購腐敗計劃進行搜查，新發現的案件，涉及在2022年4月至2023年2月期間以高價購買武器，透過在烏克蘭境外註冊的中介公司發展武器供應鏈和升高武器價格。
德國政府指示萊茵金屬國公司向烏克蘭供應20輛貂鼠式步兵戰車。
美国中央司令部宣布，繳獲一批由伊朗支援葉門胡塞武裝的武器，包括数千枚火箭发射器、机枪、狙击步枪和数十万发弹药，將移交有關武器給乌克兰。美國國務院表示，美國將向烏克蘭出售1億3千百萬美元的設備，用於維護和升級鷹式防空系統，以協助抵禦俄羅斯的無人機和巡弋飛彈攻擊。
俄罗斯对外情报局新闻局表示，美国私人军事公司已开始招募在美国服刑的墨西哥和哥伦比亚贩毒集团成员参与乌克兰冲突。俄罗斯外国情报机构又指，如果由拉丁美洲国家罪犯补充乌克兰武装部队的“试点项目”被认为是成功的，那么这种做法随后将扩展到其他国家的罪犯。

## 4月10日
烏克蘭空軍表示，午夜至凌晨期間，俄羅斯從俄佔克里米亞喬達角發射17架無人機，防空部隊分別從敖德薩、尼古拉耶夫州上空擊落14架無人機，另外發射至少2枚9K720伊斯坎德爾K型導彈和1枚9K720伊斯坎德爾飛彈M型。哈爾科夫州州長表示，俄羅斯分别在下午1時30分襲擊哈爾科夫州利普齊和馬拉達尼利夫卡以及在下午2時45分襲擊哈爾科夫州沃夫昌斯克，共至少造成3名平民死亡，3名平民受傷。敖德薩州州長表示，俄羅斯軍隊晚上使用9K720伊斯坎德爾M型飛彈襲擊敖德薩地區，至少造成6名平民死亡，其中包括1名10歲女孩，14名平民受傷。
烏克蘭武裝部隊總參謀部表示，自全面入侵以來，俄羅斯在烏克蘭損失450,080名士兵，過去一天俄羅斯部隊830人傷亡，累計損失7,132輛坦克、13,667輛裝甲戰鬥車輛、15,248輛車輛和油箱、11,404門火砲系統、1,040套多管火箭系統、753套防空系統、347架飛機、325架直升機、9,070架無人機、2,065枚巡弋飛彈、26艘船隻和1艘潛艇等。烏克蘭南方部隊表示，俄羅斯軍隊未能攻入在扎波羅熱州前線村莊羅博季涅。
俄罗斯國防部表示，防空系统夜间摧毁布良斯克地区上空的五架无人机。库尔斯克州州长表示，一架乌克兰无人机在库尔斯克州的一辆汽车上投下爆炸物，造成一名成人和两名儿童死亡。
烏克蘭海軍發言人表示，1架俄羅斯Ka-27直升機在俄佔克里米亞附近的黑海上空爆炸後墜毀。俄羅斯國防部表示，1架米格24直升機因機件故障，墜毁在克里米亞對開的黑海。
烏克蘭國家安全局表示，一名遭取締的親俄羅斯地區政黨前巴赫穆特市議員，涉嫌在經濟上助長俄羅斯侵略，在試圖逃離烏克蘭時被安全局拘留。
俄羅斯莫斯科一家法院駁回Google，有關的未能刪除俄羅斯認為詆譭其武裝部隊和宣傳極端主義內容資訊的上訴，仍然被罰款近5000萬美元。
瑞士政府宣布，將於6月在下瓦爾登州的布林根斯托克度假勝地舉行烏克蘭全球和平峰會，預計與會者將討論由烏克蘭提出的10點和平方案，並制定一份關於恢復烏克蘭主權所採取措施的聯合計劃。
瑞典外交部長表示，呼籲北歐和波羅的海國家支援北約在協助烏克蘭打擊俄羅斯方面發揮更大作用，以及支持烏克蘭加入歐盟。
德國政府表示，已經向烏克蘭提供新一批軍事援助，其中包括炮彈、無人機和裝甲車等物資。
聯合國駐烏克蘭人權監測團表示，今年3月份至少有604名烏克蘭平民被殺或受傷，比上個月增加20%，自全面入侵開始以來，至少有10,810名平民被殺，至少20,556人受傷，實際數字可能更高，3月份數字上升，主要由於俄羅斯在烏克蘭各地越來越多地使用導彈和遊蕩彈藥，以及在前線對人口中心地區空中轟炸加劇，當中至少有57名兒童被殺或受傷。
俄罗斯军事法院表示，判处韃靼斯坦共和國孟澤林斯克的36岁居民维亚切斯拉夫·库兹涅佐夫犯有叛国未遂罪，并试图加入俄罗斯联邦禁止的恐怖组织“俄罗斯自由军团”，监禁九年。利佩茨克地区19岁居民弗谢沃洛德·库利科夫犯有叛国未遂罪，罪名是企图纵火焚烧军用机场跑道，并试图加入乌克兰武装分子行列，監禁九年。
俄羅斯國營傳媒引述國防部消息報道，乌克兰军队在盧甘斯克州前線地區克列门纳亚附近發動炮击，擊中俄罗斯 VGTRK广播公司的摄制组，造成摄影师腿部受伤，记者脑震荡，陪同的俄罗斯联邦国防部新闻处官员叶夫根尼·波洛沃多夫死亡。

## 4月11日

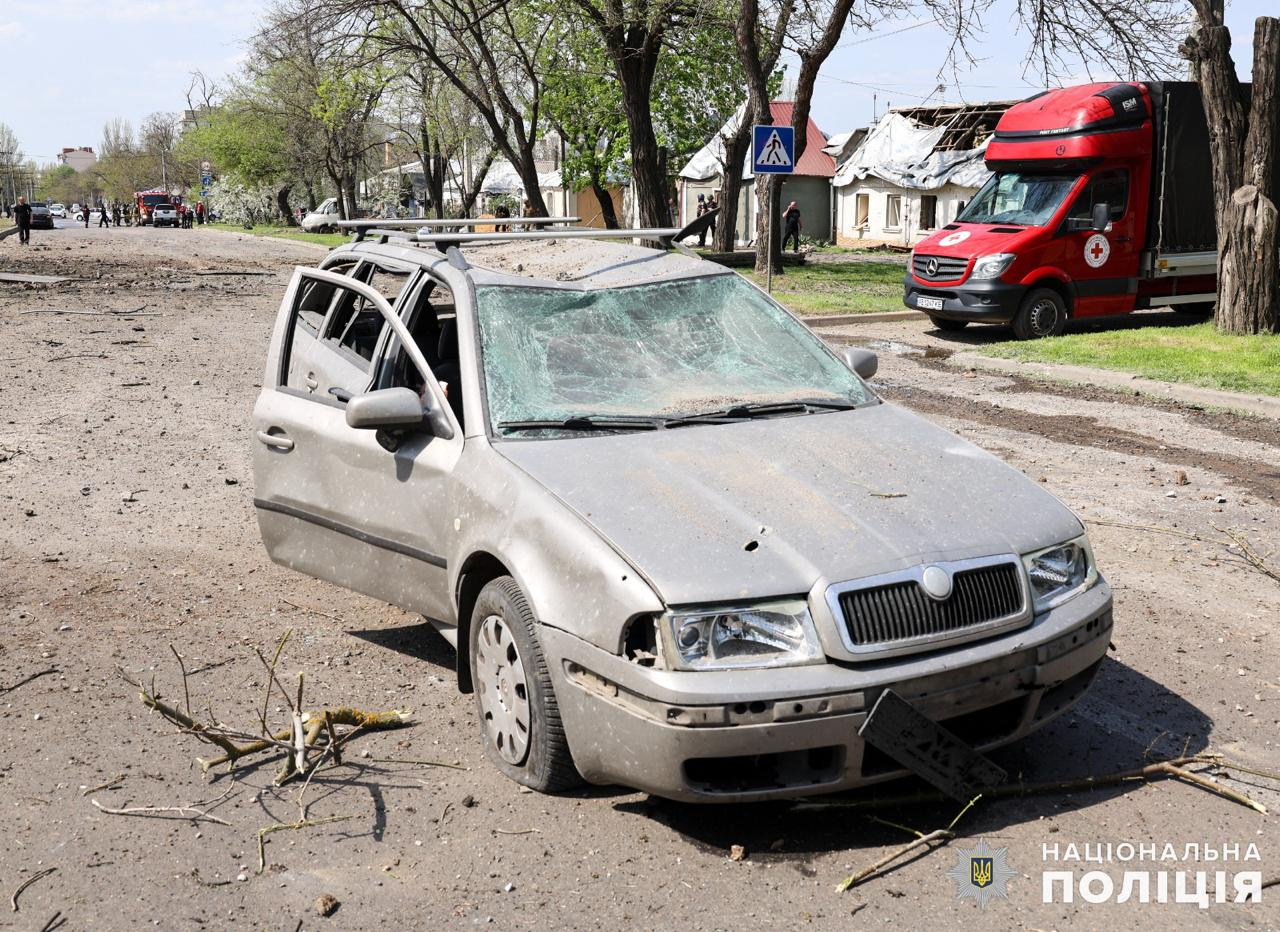
俄羅斯對尼古拉耶夫市發動導彈襲擊

烏克蘭空軍表示，午夜至凌晨期間，俄羅斯發射40架無人機、20枚Kh-101/Kh-55導彈、6枚匕首導彈、4枚Kh-59導彈及12枚S-300導彈，主要襲擊利沃夫州，防空部隊擊落全部無人機、16枚Kh-101/Kh-55導彈、2枚Kh-59導彈。尼古拉耶夫市市長表示，俄羅斯對尼古拉耶夫市發動導彈襲擊，至少造成5名平民死亡，5名平民受傷。
烏克蘭武裝部隊總參謀部表示，自全面入侵以來，俄羅斯在烏克蘭損失450,890名士兵，過去一天俄羅斯部隊810人傷亡，累計損失7,137輛坦克、13,679輛裝甲戰鬥車輛、15,298輛車輛和油箱、11,452門火砲系統、1,040套多管火箭系統、754套防空系統、347架飛機、325架直升機、9,104架無人機、2,069枚巡弋飛彈、26艘船隻和1艘潛艇等。
俄羅斯國營傳媒引述Telegram軍事頻道消息報道，俄罗斯空天军对利沃夫地区的一个天然气储存设施发动了导弹袭击。尼古拉耶夫地下組織協調員向俄新社透露，俄罗斯武装部队对哈尔科夫地区的CHPP-3火力发电厂、乌克兰能源机械股份公司工厂、马雷舍夫工厂、钢筋混凝土结构工厂发动袭击。
乌克兰能源控股公司DTEK表示，旗下2座发电厂遭襲擊後发生爆炸，严重受损。乌克兰能源部长德尔曼·加卢申科报告称，基辅、利沃夫和哈尔科夫地区的能源基础设施遭到破坏。烏克蘭國營石油和天然氣公司表示，俄羅斯對烏克蘭的大規模襲擊，擊中兩個地下儲存設施，沒有員工受傷。乌克兰能源部证实，位於首都基辅以南45公里第聂伯河沿岸的特里皮尔斯卡热电厂在俄軍的襲擊中彻底摧毁，發電站在切尔诺贝利核电站退役后，以装机容量1800兆瓦成為基辅地区最大的能源发电设施，是日托米爾州、基辅和切爾卡瑟州地区最大的电力供应商。
烏克蘭總統澤連斯基到訪立陶宛，出席三海倡議峰會。澤連斯基與拉脫維亞總統簽署10年雙邊安全協議，拉脫維亞將在2024年向烏克蘭提供約1.2億美元的軍事援助，以及在重建、保護關鍵基礎設施、排雷、無人駕駛技術和網路安全方面提供額外援助。烏克蘭總統辦公室表示，總統澤倫斯基先後會見捷克總統帕維爾和羅馬尼亞總統約翰尼斯，與捷克總統帕維爾討論長期雙邊安全協議，與羅馬尼亞總統約翰尼斯討論，早前俄羅斯襲擊鄰近羅馬尼亞和摩爾多瓦邊境的切爾諾夫策州德尼斯特水力發電廠的情況，並警告可能受到威脅。波蘭總統杜達表示，與澤倫斯基會面，討論將波蘭擁有的蘇聯製造防空系統導彈轉移到烏克蘭的問題。
俄羅斯總統普京表示，近期俄羅斯對烏克蘭能源基礎設施的大規模襲擊，是對俄羅斯能源設施遭烏克蘭襲擊的迴應。
烏克蘭國會通過一項軍事動員法案，刪除允許股役超過36個月的長期服役軍人退伍條款，相關法案仍需由總統澤倫斯基簽署以完成立法。法案在國內引起反對聲音，個別傳媒形容法案迫於軍方高層壓力下通過。
俄罗斯联邦安全局中央作战中心向塔斯社透露，乌军在赫尔松地区滕德罗夫斯卡亚沙嘴登陆行动被挫败，乌军第73海上特别用途中心高级士兵叶夫根尼·鲍里索维奇·戈林被俘。
烏克蘭地面部隊發言人表示，南方作戰司令部負責人安德烈·科瓦爾丘克改任敖德薩軍事學院校長，由第59摩托化步兵旅前指揮官亨納迪·沙波瓦洛夫少將接任，東部作戰司令部負責人謝爾希·李特維諾夫改任烏克蘭國防大學副校長，由領土防衛部隊前旅長弗拉基米爾·什維迪克接任。
烏克蘭尼古拉耶夫市市長表示，俄羅斯對南部城市尼古拉耶夫市的破壞，估計將花費29億美元來修復。哈爾科夫州州長宣布，疏散哈尔科夫州靠近俄罗斯边境的47个社区擁有年幼子女的家庭至其他地方，估計有182名兒童。
俄羅斯獨立媒體Mediazona報道，俄羅斯哈巴羅夫斯克邊疆區法院公布一份法庭檔案顯示，一名俄羅斯士兵涉嫌在2022年9月動員後自願投降而被起訴，檔案未有提及烏克蘭，但俄羅斯總統普京在2022年9月宣布動員後，同時修改自願投降刑罰，士兵可能面臨3至10年的監禁。
比利時前首相，現任歐洲議會議員居伊·伏思達表示，在歐洲議會動議從議程上取消審議歐盟理事會預算，直到歐盟各國領導人決定為烏克蘭提供7套愛國者防空系統，伏思達表示，歐盟國家擁有100多套愛國者防空系統，而烏克蘭只要求獲得7套，該動議獲515名歐洲議會議員支持，62人反對，大比數通過。
立場和態度較為親俄的斯洛伐克總理羅伯特·菲科與烏克蘭總理什米哈爾會面，並舉行記者會，菲科表示，斯洛伐克不會阻止基輔加入歐盟，並將會全力支持烏克蘭加入歐盟。
立陶宛國防部表示，立陶宛政府在最新一批援助中向烏克蘭提供發電機、摺疊野戰床和防空系統。

## 4月12日
烏克蘭地方政府表示，截至當天上午9時，俄羅斯在過去24小時內，一共襲擊11個州，包括赫梅利尼茨基州、文尼察州、聶伯彼得羅夫斯克州、哈爾科夫州、盧甘斯克州、扎波羅熱州、蘇梅州、切爾尼戈夫州、尼古拉耶夫州、赫爾松州和頓涅茨克州，至少造成5名平民死亡，13名平民受傷。烏克蘭空軍表示，午夜至凌晨期間，俄羅斯從俄佔克里米亞喬達角發射17架無人機，防空部隊在尼古拉耶夫、敖德薩、赫爾松、第聶伯羅彼得羅夫斯克、文尼察和赫梅利尼茨基州上空擊落16架無人機。另外，俄軍從俄佔頓涅茨克发射1枚Kh-59導彈。哈爾科夫州檢察官辦公室表示，俄羅斯炮擊哈爾科夫州莫納奇尼夫卡，至少造成1名平民死亡，2名平民受傷。烏克蘭國家緊急服務局表示，俄羅斯軍隊對頓涅茨克州康斯坦丁諾夫卡一個居民區發動導彈襲擊，至少3名平民受傷。另外，國家緊急服務局表示，俄羅斯對哈爾科夫州庫皮揚斯克市發動襲擊，至少造成2名平民受傷。頓涅茨克州州長表示，俄羅斯分別襲擊紐約克和克拉斯諾霍裡夫卡，至少造成2名平民死亡，8名平民受傷。
烏克蘭武裝部隊總參謀部表示，自全面入侵以來，俄羅斯在烏克蘭損失451,730名士兵，過去一天俄羅斯部隊840人傷亡，累計損失7,146輛坦克、13,698輛裝甲戰鬥車輛、15,339輛車輛和油箱、11,486門火砲系統、1,042套多管火箭系統、755套防空系統、347架飛機、325架直升機、9,161架無人機、2,069枚巡弋飛彈、26艘船隻和1艘潛艇等。
俄羅斯國防部表示，防空部隊午夜至凌晨期間，在羅斯托夫州上空擊落4架無人機，在別爾哥羅德州上空擊落1架。羅斯托夫州州長表示，無人機於當地時間凌晨3時10分在羅斯托夫州新沙赫金斯克礦山上空被擊落。別爾哥羅德州州長表示，烏克蘭無人機襲擊損壞俄羅斯國有企業天然氣工業股份公司行政大樓，至少造成2人受傷。
俄羅斯聯邦國防部新聞處表示，俄军伞兵部队使用反坦克导弹系统在8公里外摧毁乌克兰武装部队设置在恰索夫亚尔中心无人机信号中继器。俄佔頓涅茨克領導人顾问向塔斯社透露，乌克兰武装部队第41旅部分士兵在恰索夫亚尔向俄军投降，乌克兰军队在恰索维亚尔及其周边地区损失了数百名人员和数十件武器装备。
非牟利智庫「戰爭研究所」表示，俄羅斯軍方正在生產和部署一款新型亞音速巡航導彈Kh-69，以重新攻擊烏克蘭的能源基礎設施和防空系統，在4月11日夜間，俄羅斯使用該款導彈襲擊摧毀基輔州特里皮利亞發電廠，俄羅斯軍隊在距離目標400公里的地方發射Kh-69導彈，超過之前300公里的估計射程和最新的Kh-59MK2變體的200公里射程。
烏克蘭國防部情報總局表示，俄羅斯正在從包括太平洋艦隊在內的遠東軍事部隊派遣士兵，以補充在烏克蘭的人員損失，太平洋艦隊指揮官已經停止向敘利亞的輪調，而是從俄羅斯遠東向烏克蘭派遣約2000名人員。
烏克蘭戰俘待遇協調總部表示，在烏克蘭國家安全局、內政部、國家緊急服務局和武裝部隊以及國際紅十字會的協助下，烏克蘭成功帶回99名在與俄羅斯作戰中陣亡的烏克蘭士兵屍體。烏克蘭方面則將23名俄羅斯士兵遺體歸還俄羅斯。
烏克蘭總理什梅加爾表示，烏克蘭政府已額外撥款近1億美元用於建造防禦工事，其中4300萬美元將用於在哈爾科夫州建立防禦工事，3800萬美元將用於蘇梅州，另外將向頓涅茨克、赫爾松和尼古拉耶夫州提供額外資金。另外，什梅加爾表示，烏克蘭政府將撥款購買電子戰系統，以保護烏克蘭的關鍵基礎設施。烏克蘭國營中部能源公司領導層表示，基輔州特里皮爾利亞發電站可以在國際幫助下修恢，但如果沒有更多的防空系統，修恢工作也只是徒勞無功。
俄羅斯國營傳媒引述Telegram頻道消息報道，一名前乌克兰國家安全局雇员鴐車途經莫斯科西德古尼诺高速公路時发生爆炸，造成腿部受伤，调查部门已针对事件立案刑事調查。俄羅斯Telegram頻道Mash援引俄佔頓涅茨克警方消息報道，一名在2014年加入俄羅斯軍隊，對烏克蘭作戰的美國男子在俄佔頓涅茨克地區失蹤。
美國和英國政府宣佈，將阻止俄羅斯金屬生產商從倫敦金屬交易所和芝加哥商品交易所獲得利潤，禁止俄羅斯從世界上最大的金屬交易所出口鋁、銅和鎳。
來自美国俄亥俄州的联邦参议员共和党人J·D·万斯在《纽约时报》的一篇文章中呼吁停止对乌克兰的资助。文章指出，为了抵御俄罗斯的攻击乌克兰每年需要400万发炮弹和数千枚爱国者飞弹，而美国根本不具备生产如此数量的武器的工业能力，无法让乌克兰获胜。

## 4月13日
烏克蘭國家警察表示，俄羅斯軍隊在切爾尼戈夫州邊境地區向一輛民用汽車開火，至少造成1名平民死亡。哈爾科夫州軍事管理局表示，俄羅斯軍隊在哈爾科夫州庫皮揚斯克附近使用無人機襲擊一輛救護車，至少造成1名平民受傷。頓涅茨克州州長表示，俄羅斯軍隊13日襲擊頓涅茨克州多個定居點，至造成3名平民死亡，4名平民受傷。扎波羅熱州州長表示，俄羅斯炮擊扎波羅熱州胡利亞伊波爾，至少造成2名平民受傷。
烏克蘭武裝部隊總參謀部表示，自全面入侵以來，俄羅斯在烏克蘭損失452,760名士兵，過去一天俄羅斯部隊1,030人傷亡，累計損失7,169輛坦克、13,745輛裝甲戰鬥車輛、15,396輛車輛和油箱、11,518門火砲系統、1,045套多管火箭系統、756套防空系統、347架飛機、325架直升機、9,201架無人機、2,088枚巡弋飛彈、26艘船隻和1艘潛艇等。烏克蘭武裝部隊總司令西爾斯基表示，隨著俄羅斯進攻加劇，烏克蘭東部前線的局勢最近幾天嚴重惡化。烏克蘭國防部表示，俄羅斯軍隊才抵達頓涅茨克州博赫達尼夫卡北部郊區，駁斥早前俄方聲稱已經佔領博赫達尼夫卡的說法。
俄罗斯国防部表示，俄罗斯防空系统在别尔哥罗德地区击落一架乌克兰无人机。
俄羅斯國營傳媒「塔斯社」报道，乌克兰武装部队对俄佔卢甘斯克发动导弹袭击。俄佔盧甘斯克領導人表示，一家機械工廠遭到烏克蘭軍隊導彈襲擊，至少造成3名平民受傷。俄羅斯國營傳媒「塔斯社」引述俄佔頓涅茨克官員消息報道，乌克兰军队在恰索夫亚尔集结了更多部队，目的是要牢牢控制该市的关键地区。
烏克蘭總統澤連斯基表示，烏克蘭正在與德國談判，以希望增加提供IRIS-T防空系統，以及用於現有防空系統的彈藥。
乌克兰国家安全局表示，成功挫败针对烏克蘭赫尔松州州长亚历山大·普罗库金的暗杀企图，逮捕一名與俄羅斯特別部門合作的赫爾松居民，試圖向普羅庫金的坐駕發射無人機，但遭擊落。
德國國防部宣佈，將向烏克蘭提供另一套愛國者防空系統，以抵禦日益增加的俄羅斯的襲擊。
國際原子能機構表示，俄佔扎波羅熱核電站的所有六個反應堆自2022年10月以來首次全部進入冷關閉狀態。總幹事格羅西對冷關閉表示歡迎，形容冷關閉加強設施的整體安全。冷關閉能夠創造一個額外的安全緩衝區，允許在發生核事故時核燃料冷卻受到影響前有更多時間。在冷關閉時，反應堆需要的冷卻水將比熱關閉時少。
英國《金融時報》援引不具名的烏克蘭和西方官員消息報道，俄羅斯軍隊可能正在準備在春末或夏季發動大規模進攻，目的是在烏克蘭頓涅茨克州、赫爾松州、盧甘斯克州和扎波羅日唔熱州佔領更多土地。

## 4月14日
烏克蘭哈爾科夫地區軍事管理局表示，午夜至凌晨期間，俄羅斯襲擊哈爾科夫州維塞萊，至少造成2名平民死亡，烏克蘭空軍指揮官表示，防空部隊在該地區擊落10架無人機。赫爾松地區軍事管理局表示，俄羅斯軍隊在過去24小時內，對赫爾松州發動多次襲擊，擊中港口基礎設施、教育機構和住宅樓等，至少造成5名平民受傷。另外，軍事管理局表示，俄羅斯軍隊使用一架無人機襲擊赫爾松州奧德拉多卡米揚卡，至少造成2名平民受傷。。頓涅茨克州州長表示，俄羅斯軍隊對頓涅茨克州東部奧切列季涅發射空中炸彈，至少造成1名平民死亡，2名平民受傷。第聶伯羅彼得羅夫斯克州州長表示，俄羅斯軍隊用巡航導彈擊中第聶伯羅河市，損壞9棟住宅，至少造成12名平民受傷，包括1名15歲男童。烏克蘭空軍表示，下午6時左右，在第聶伯河附近擊落1枚俄羅斯巡航導彈。
烏克蘭武裝部隊總參謀部表示，自全面入侵以來，俄羅斯在烏克蘭損失453,650名士兵，過去一天俄羅斯部隊890人傷亡，累計損失7,174輛坦克、13,765輛裝甲戰鬥車輛、15,459輛車輛和油箱、11,552門火砲系統、1,046套多管火箭系統、758套防空系統、347架飛機、325架直升機、9,235架無人機、2,089枚巡弋飛彈、26艘船隻和1艘潛艇等。烏克蘭武裝部隊西爾斯基表示，俄羅斯軍事主管層訂立目標，計劃在5月9日「衞國戰爭勝利日」之前，佔領俄佔巴赫穆特以西的恰西夫亞爾。
俄羅斯國防部表示，防空部隊在克拉斯諾達爾邊疆區上空擊落10架烏克蘭無人機。
俄羅斯國防部表示，在顿涅茨克方向，俄军击退了乌克兰武装部队第100山地突击旅突击团的反击。乌军约470名武装分子和20辆车辆被摧毁。
烏克蘭總統澤連斯基譴責伊朗對以色列的大規模空襲，形容恐怖工具伊朗製見證者-136無人機的聲音響徹中東和歐洲的天空中，這種聲音必須成為對自由世界的警醒，表明只有我們的團結和決心才能拯救生命，防止恐怖在全世界蔓延，烏克蘭人非常瞭解類似襲擊的恐怖，俄羅斯使用相同的見證者-136無人機和俄羅斯導彈，以及同樣的大規模空襲戰術，並呼籲盟國採取更多措施，防止中東局勢進一步升級。
烏克蘭國防部表示，多國參與無人機聯盟特別會議，烏克蘭向合作伙伴通報戰場上的局勢以及擊退敵人襲擊的迫切需要，其中加拿大宣布將提供450架SkyRanger多用途無人機。立陶宛將撥款300萬歐元為烏克蘭生產FPV無人機。荷蘭將與丹麥和德國合作，以2億歐元的價格簽訂一批Heidrun RQ-35無人機的合同。另外，德國將提供VECTOR 211偵察無人機。

## 4月15日
烏克蘭地方政府表示，截至15日上午9時，俄羅斯在過去24小時內，一共襲擊10個州，包括敖德薩州、第聶伯羅彼得羅夫斯克州、哈爾科夫州、盧甘斯克州、扎波羅熱州、蘇梅州、切爾尼戈夫州、尼古拉耶夫州、赫爾松州和頓涅茨克州，至少造成3名平民死亡，20名平民受傷。切爾尼戈夫州州長表示，2名在能源工人靠近俄羅斯邊境的切爾尼戈夫州定居點前往維修電力網路時駕車撞上爆炸裝置受傷。哈爾科夫州州長表示，1名老翁在馬爾托夫誤踩爆炸裝置受傷。另外，哈爾科夫州州長表示，俄羅斯軍隊使用制導空中炸彈襲擊哈爾科夫州盧基安齊，至少造成2名平民死亡，4名平民受傷。頓涅茨克州州長表示，俄羅斯對頓涅茨克州巴赫穆特以北西韋爾斯克市發動炮擊，至少造成4名平民死亡。
烏克蘭武裝部隊總參謀部表示，自全面入侵以來，俄羅斯在烏克蘭損失454,420名士兵，過去一天俄羅斯部隊770人傷亡，累計損失7,180輛坦克、13,796輛裝甲戰鬥車輛、15,510輛車輛和油箱、11,593門火砲系統、1,046套多管火箭系統、758套防空系統、347架飛機、325架直升機、9,266架無人機、2,092枚巡弋飛彈、26艘船隻和1艘潛艇等。烏克蘭國家邊防局表示，邊防軍成功擊退俄羅斯破壞小組在蘇梅州的襲擊。
烏克蘭傳媒《基輔獨立報》引述軍事情報消息報道，烏克蘭部隊對俄佔克里米亞一個指揮所進行導彈襲擊。俄佔克米亞游擊隊組織Atesh表示，俄羅斯防空系統正持續運作，位於塞瓦斯托波爾的俄軍第810海軍陸戰隊旅軍事基地被擊中。
俄罗斯国防部聲称，乌克兰国民警卫队第13旅营的指挥观察所被毁。
俄羅斯國營傳媒「塔斯社」引述執法機構和親俄地下組織消息報導，俄罗斯空天军在烏克蘭頓涅茨克州斯拉维扬斯克发动空袭，聲稱造成约60名乌克兰武装部队雇佣兵和军官死亡。此前，俄羅斯傳媒曾报道，法国外籍军团第三步兵团士兵，包括炮兵侦察专家和军事工程师，共约一百人，抵达斯拉维扬斯克。親俄顿巴斯游击队表示，晚上俄罗斯军方使用伊斯坎德尔导弹对第聂伯罗彼得罗夫斯克国际机场发动袭击，造成一架米格29战斗机被摧毁，另一架飞机被弹片损坏，以及燃油泄漏和火灾。
烏克蘭戰略工業部長表示，烏克蘭今年的400億美元國防預算中，包括60億美元用於武器採購。烏克蘭軍隊西部作戰司令部表示，烏克蘭東部部隊集團總部指揮官弗拉基米爾·什維迪克將軍已被任命為烏克蘭軍隊西部作戰司令部新任指揮官。
烏克蘭常駐聯合國代表在聯合國安全理事會上表示，4月7日和9日對俄佔扎波羅日熱核電站的無人機襲擊是俄羅斯聯邦精心策劃的假旗行動的一部分。烏克蘭國家核能發電公司表示，已開始使用美國技術在赫梅利尼茨基核電站建造5號和6號反應堆，將有助於在俄羅斯襲擊時防止大規模停電，並表示在3號和4號反應堆投入使用和5號和6號反應堆建成後，赫梅利尼茨基核電站的發電能力將超過扎波羅熱核電站。
烏克蘭總理什米哈爾拒絕一份要求將由烏克蘭多家電視台聯合直播的俄烏戰爭特別報道「聯合新聞電視馬拉松的資金重新分配給烏克蘭武裝部隊的請願書，稱電視馬拉松是政府安全和國防政策的一部分。
烏克蘭傳媒Ukrainska Pravda和Militarnyi分別報道，烏克蘭士兵已經在前線使用彷製俄羅斯柳葉刀無人機的烏克蘭生產版本。
英國外交大臣卡梅倫表示，若西方部署戰鬥機保護烏克蘭免受導彈襲擊，像13日伊朗襲擊以色列一樣，將導致「危險升級」。
俄罗斯金融监测局表示，已将“俄罗斯志愿军”组织列入恐怖分子和极端分子名单。
奥地利陆军上校马库斯·赖斯纳接受《柏林报》采访时表示，乌克兰的军工联合体在战争中遭到严重破坏，基辅基本上依赖西方的支持，特别是在弹药问题上。
烏克蘭傳媒《鏡報》引述志願者消息報道，乌克兰第53独立机械化旅狙击排代號「威士忌」的女狙击手叶卡捷琳娜·辛卡连科的遗体已被确认。辛卡連科在2月22日与其他士兵在阿夫迪伊夫卡方向的 Lastochkino-Severnoe 地区遭俄军襲擊重伤，生前獲授予乌克兰国防部「英勇十字勋章」、总司令「金十字勋章」和三级「勇气」勋章。

## 4月16日
烏克蘭地方政府表示，截至16日上午9時，俄羅斯在過去24小時內，一共襲擊13個州，包括赫梅利尼茨基州、切爾卡西州、基洛夫格勒州、敖德薩州、聶伯彼得羅夫斯克州、哈爾科夫州、盧甘斯克州、扎波羅熱州、蘇梅州、切爾尼戈夫州、尼古拉耶夫州、赫爾松州和頓涅茨克州，至少造成3名平民死亡，8名平民受傷。烏克蘭空軍指揮官表示，午夜至凌晨期間，俄羅斯從俄佔克里米亞喬達角發射9架無人機、防空部隊在在赫爾松、尼古拉耶夫、赫梅利尼茨基、波爾塔瓦、切爾卡西和第聶伯羅彼得羅夫斯克州上空擊落全部無人機。赫爾松州檢察官辦公室表示，俄羅斯空襲赫爾松州貝里斯拉夫市後，至少造成15名平民受傷。
烏克蘭武裝部隊總參謀部表示，自全面入侵以來，俄羅斯在烏克蘭損失455,340名士兵，過去一天俄羅斯部隊920人傷亡，累計損失7,189輛坦克、13,809輛裝甲戰鬥車輛、15,563輛車輛和油箱、11,609門火砲系統、1,046套多管火箭系統、759套防空系統、347架飛機、325架直升機、9,277架無人機、2,092枚巡弋飛彈、26艘船隻和1艘潛艇等。烏克蘭軍方霍爾蒂恰作戰戰略小組發言人表示，如果俄羅斯軍隊佔領恰西夫亞爾，將有機會對科斯蒂安蒂尼夫卡、德魯日基夫卡、克拉馬塔斯克和斯洛維安斯克發起進攻，這些城市亦將是烏克蘭在頓涅茨克地區的最後據點。
烏克蘭國防部情報總局表示，俄羅斯布良斯克州一個變電站發生火災，軍事和工業設施電力切斷。烏克蘭傳媒《基輔獨立報》引述軍事情報消息報道，烏克蘭國家安全局使用7架無人機，摧毀在俄羅斯布良斯克州的Nebo-U遠端雷達系統。
烏克蘭總統澤倫斯基在接受採訪時表示，俄羅斯軍隊在11日的襲擊中，完全摧毀基輔州的特里皮利亞發電廠，俄羅斯先後向發電廠方向發射11枚導彈，烏克蘭防空系統擊落前7枚導彈後，已經耗盡所有保護特里皮利亞發電廠的彈藥，最終後4枚導彈完全摧毀發電廠。另外，澤倫斯基在接受採訪時表示，俄羅斯擁有10倍的炮彈發射比例，以及30倍的飛機數量，基輔需要趕上俄羅斯的炮彈數量，以充分保護目前由烏克蘭控制的領土。此外，澤倫斯基簽署動員法案，法案規定，所有18至60歲男性必須在軍事招募辦公室或透過線上帳戶更新其身份資料，廢除徵兵制度，引入基本的軍事訓練，和平時期五個月，戰爭期間三個月，以避免準備不足，作為炮灰被送往前線，並對逃避兵役實施一系列制裁，包括居住在國外的烏克蘭人如果沒有軍事登記檔案，將無法更新護照或接受領事服務。
烏克蘭國會人權監察員表示，烏克蘭已經登記近3萬7千名烏克蘭公民被視為失蹤，包括兒童、平民和軍事人員，核查約1千7百人被俄羅斯非法拘留，不包括兒童，當中只有147人返回烏克蘭，超過1萬9千5百名兒童被驅逐出境或流離失所，只有388名兒童返回烏克蘭。
美國國務院發言人表示，美國戰機不會像13日伊朗襲擊以色列一樣，保護烏克蘭免受導彈襲擊，形容美國與以色列和與烏克蘭的關係完全不同，不會與俄羅斯發生直接的武裝衝突。歐盟外交與安全政策高級代表博雷利表示，為什麼西方國家不能像保衛以色列一樣，保衛烏克蘭領空的問題是有根據的，兩種情況無法比較，伊朗導彈和無人機的路徑飛越法國、美國、英國和約旦軍隊的空軍基地，促使這些國家採取自衛行動，但在烏克蘭領土上或俄羅斯導彈飛越的領土上，沒有英、美等西方國家的空軍基地。
丹麦宣布向乌克兰提供价值22亿克朗的军事援助。
俄佔扎波羅熱地區官員表示，一名「統一俄羅斯」黨議員，在亞基米夫卡遭到炸弹袭击受輕傷。
俄羅斯國營傳媒引述俄羅斯Telegram頻道消息報道，俄軍列宁格勒军区独立近卫机动步枪旅的炮兵，在巴赫穆特附近的战斗中追踪并摧毁乌军一辆Phz 2000自行榴弹炮。
俄罗斯国防部新闻处聲稱，乌克兰试图使用一個携带爆炸物的气球袭击俄罗斯庫爾斯克地區，防空系统在庫爾斯克地區擊落有關氣球。
烏克蘭親俄地下組織協調員表示，俄罗斯军队半夜袭击了乌克兰切尔卡瑟地区乌曼市火车站的仓库，该仓库是乌军向前线转运军事装备的大型转运基地。
俄罗斯联邦安全局克麦罗沃地区办事处表示，拘留一名28岁嫌疑人，涉嫌按照乌克兰指示纵火破坏西伯利亚铁路上的10多个中继柜。
哈萨克斯坦國家安全委員會正在調查10起有關哈薩克人參與烏克蘭戰爭的刑事案件，相关案情因法律规定没有披露细节。根據哈薩克共和國《刑法》第172條，參與外國武裝衝突規定可判處5至9年監禁。

## 4月17日
烏克蘭地方政府表示，截至17日上午9時，俄羅斯在過去24小時內，一共襲擊10個州，包括切爾卡西州、聶伯彼得羅夫斯克州、哈爾科夫州、盧甘斯克州、扎波羅熱州、蘇梅州、切爾尼戈夫州、尼古拉耶夫州、赫爾松州和頓涅茨克州，至少造成1名平民死亡，7名平民受傷。
烏克蘭切爾尼戈夫州州長表示，俄羅斯軍隊上午對切爾尼戈夫市發射3枚9K720伊斯坎德爾飛彈導彈，至少造成18名平民死亡，78名平民受傷，包括4名兒童。俄罗斯Telegram军事频道聲称，俄罗斯军队袭击位于切尔尼戈夫的一处酒店，乌克兰武装部队在酒店内设置一个大型指挥所。親俄乌克兰前國會議員表示，烏克蘭軍隊下榻在該酒店內。
烏克蘭武裝部隊總參謀部表示，自全面入侵以來，俄羅斯在烏克蘭損失456,050名士兵，過去一天俄羅斯部隊有710人傷亡，累計損失7,193輛坦克、13,827輛裝甲戰鬥車輛、15,587輛車輛和油箱、11,624門火砲系統、1,046套多管火箭系統、760套防空系統、347架飛機、325架直升機、9,279架無人機、2,093枚巡弋飛彈、26艘船隻和1艘潛艇等。
烏克蘭國防部情報總局表示，一架Mi-8運輸直升機在俄羅斯薩馬拉市克里亞日空軍基地被摧毀。
烏克蘭國防部情報總局表示，俄羅斯正計劃透過非洲媒體散播虛假資訊，指責烏克蘭使用西方提供的武器在蘇丹作戰，發放偽造瓦格納集團僱傭兵獲得的美國製造武器的照片，試圖強調烏克蘭精銳特種部隊正在參與非洲的敵對行動，將非洲人的注意力從烏克蘭的戰爭中轉移開。
世界銀行舉行會議商討如何支援烏克蘭，烏克蘭總統澤連斯基會上發言時表示，俄羅斯必須為其在烏克蘭的戰爭付出痛苦的代價，指出凍結的俄羅斯資產應該被用於幫助烏克蘭打擊恐怖主義。
烏克蘭哈爾科夫市市長表示，若沒有更多防空系統，哈爾科夫市將面臨成為「第二個阿勒頗」的風險。
美國眾議院議長約翰遜表示，即使仍然有共和黨強硬派眾議員的壓力，仍將在20日推進對以色列、烏克蘭和臺灣的一系列總值950美元的外國援助法案進行投票的計劃。 美國總統拜登表示，將強烈支持約翰遜對向烏克蘭、以色列和其他合作伙伴提供外國援助議案進行投票的決定。
荷蘭首相呂特在布魯塞爾舉行的歐盟領導人峰會上表示，阿姆斯特丹打算從擁有愛國者防空系統的國家購買這些系統並將其轉讓給烏克蘭。
俄羅斯國防部表示，俄羅斯防空系統上午在莫爾多瓦共和國和鞑靼斯坦共和國上空，合共擊落兩架烏克蘭無人機。烏克蘭國防部情報總局表示，烏克蘭無人機襲擊俄羅斯鞑靼斯坦一家為俄羅斯軍方生產轟炸機的工廠。烏克蘭傳媒《基輔獨立報》引述烏克蘭國防部情報總局報道，烏克蘭無人機襲擊俄羅斯莫爾多瓦共和國科維利諾市的一個雷達站。
俄羅斯國防部表示，防空系统在别尔哥罗德地区上空擊落2枚战术导弹、19枚火箭、16架无人机和2个小型气球，在罗斯托夫地区上空擊落3架无人机，1架无人机，在沃罗涅日地区上空擊落3个小型气球。
俄羅斯Telegram頻道報道，凌晨俄佔克里米亞迪贊高爾附近一個軍用機場發生爆炸事件，引發大規模火災。烏克蘭總統澤連斯基在晚間講話中證實，烏克蘭部隊對俄佔克里米亞迪贊高爾的俄羅斯軍用機場發動襲擊。烏克蘭國防部情報總局翌日表示，烏克蘭對俄佔克里米亞迪贊高爾的俄羅斯軍用機場發動襲擊，摧毀4個S-400發射器、3個雷達站、1個防空行動指揮所和空中監視裝置。
俄罗斯联邦安全局莫尔多瓦共和国分處表示，逮捕两名19岁居民，涉嫌计划通过第三国领土过境前往乌克兰，参加针对俄罗斯武装部队的敌对行动。
赫尔松地区州长弗拉基米尔·萨尔多在电报频道中表示，4月17日凌晨三名乌克兰军人游过第聂伯河向俄罗斯军队投降。
俄羅斯國有傳媒引述親俄尼古拉耶夫地下組織協調員謝爾蓋·列別傑夫消息報道，乌克兰西部的伊万诺-弗兰科夫斯克和赫梅利尼茨基地区晚上遭到俄军导弹袭击，伊万诺-弗兰科夫斯克的一处炮兵仓库被击毁，科洛梅亚和旧康斯坦丁尼夫市机场亦遭到破坏。

## 4月18日
烏克蘭空軍指揮官表示，午夜至凌晨期間，俄羅斯從俄佔克里米亞喬達角和俄羅斯普里莫爾斯科-阿赫塔爾斯克發射13架無人機、防空部隊在在赫爾松、第聶伯羅彼得羅夫斯克、波爾塔瓦、文尼察、赫梅利尼茨基、捷爾諾波爾和伊萬諾-弗蘭科夫斯克州上空擊落全部無人機。第聶伯羅彼得羅夫斯克州州長表示，俄羅斯襲擊第聶伯羅彼得羅夫斯克州第聶伯羅夫斯克區，至少造成2名平民受傷。頓涅茨克州州政府表示，俄羅斯襲擊頓涅茨克州多個定居點，至少造成2名平民死亡，3名平民受傷。
烏克蘭武裝部隊總參謀部表示，自全面入侵以來，俄羅斯在烏克蘭損失456,960名士兵，過去一天俄羅斯部隊有910人傷亡，累計損失7,196輛坦克、13,835輛裝甲戰鬥車輛、15,618輛車輛和油箱、11,637門火砲系統、1,046套多管火箭系統、760套防空系統、347架飛機、325架直升機、9,284架無人機、2,093枚巡弋飛彈、26艘船隻和1艘潛艇等。
俄羅斯國防部表示，防空部隊在過去一天擊落251架烏克蘭無人駕駛飛行器、2枚OTR-21「圓點」戰術彈道導彈和33枚波蘭製「吸血鬼」多管火箭系統火箭。別爾哥羅德州長表示，過去一天烏克蘭至少使用24種彈藥和18架無人機襲擊別爾哥羅德地區定居點。俄佔頓涅茨克地區負責人表示，烏克蘭武裝部隊使用美國製海馬斯多管火箭發射器襲擊戈爾洛夫卡市一家醫院和輸血站，至少造成8名平民受傷。
俄羅斯國防部表示，過去一天俄羅斯軍隊在烏克蘭的「特別軍事行動」中摧毀烏克蘭的1個指揮所和2座S-300防空系統發射器，過去24小時內，俄羅斯軍隊在126個地區對烏克蘭人力和軍事裝備造成人員傷亡，並且分別在庫皮揚斯克地區、阿夫迪伊夫卡地區、頓涅茨克地區和赫爾松地區擊退烏克蘭軍隊多次反擊，烏軍合共損失大約940名士兵。自「特別軍事行動」開始以來，俄羅斯武裝部隊共摧毀583架烏克蘭戰機、270架直升機、21,734架無人駕駛飛行器、504個地對空導彈系統、15,801輛坦克和其他裝甲作戰車輛、1,267個多枚火箭發射器、8,945門野戰火炮和迫擊炮以及21,111輛特殊軍用機動車。俄佔頓涅茨克軍隊負責人表示，烏克蘭軍隊失去在阿夫迪伊夫卡地區新卡利諾和奧切列蒂諾定居點附近的大部分陣地。
國際原子能組織表示，接獲在上午10時35分對扎波羅熱核電站培訓中心發動無人機襲擊未遂的報告，沒有造成人員傷亡或損害。
烏克蘭總檢察長辦公室表示，自2022年2月俄羅斯全面入侵開始以來，至少有1,839名兒童被殺或受傷，其中至少有543人被殺，1,296名受到不同程度的傷害，頓涅茨克州記錄529名兒童傷亡，佔大多數。
俄羅斯克里姆林宮發言人佩斯科夫表示，透過向烏克蘭提供援助，美國允許基輔繼續進行敵對行動，而華盛頓則直接從中獲利，任何援助烏克蘭政權的計劃，首先都會分配留在美國軍工複合體中的資金，然後以稅收等形式向美國政府支付，烏克蘭現在不僅要為美國提供的援助而戰，更必須戰鬥到最後一個烏克蘭人。
烏克蘭國家安全局表示，烏克蘭和波蘭執法機構的聯合行動拘留一名波蘭公民，涉嫌向俄羅斯提出暗殺烏克蘭總統澤連斯基。
俄罗斯聯邦安全局表示，在克里米亚共和国拘捕与乌克兰有联系的新纳粹组织「Белая масть」的12名成员。 
烏克蘭戰略工業部長表示，丹麥成為第一個從烏克蘭武器製造商購買武器，供烏克蘭武裝部隊使用的國家，作為軍事援助計劃的一部分。
德國總理肖爾在出席歐洲理事會後表示，除德國承諾向烏克蘭提供的另一套愛國者防空系統外，柏林正努力在北約國家中找到另外6套個愛國者防空系統。德國檢察官辦公室表示，德國當局逮捕2名代表俄羅斯情報部門策劃軍事破壞陰謀的德國和俄羅斯雙重國籍居民，涉嫌對德國的軍事和工業場所，包括美國在該國的軍事基地進行爆炸和縱火襲擊。
美國中央情報局局長表示，批准對烏克蘭的援助擁有其緊迫性，以防止對俄羅斯的戰爭中可能遭受損失，在獲得軍事援助下，烏克蘭可以繼續在2024年堅持，挑戰俄羅斯最近的進展和即將到來的夏季攻勢，如果沒有援助，烏克蘭可能會在2024年底前落敗。
俄羅斯國營傳媒「塔斯社」引述前線軍人消息報道，多名俄军狙击手合作击毙一名呼号「Блискавка」乌军反狙击小组的负责人，并展示缴获的个人文件和狙击步枪。。

## 4月19日
烏克蘭地方政府表示，截至19日上午9時，俄羅斯在過去24小時內，一共襲擊10個州，包括敖德薩州、聶伯彼得羅夫斯克州、哈爾科夫州、盧甘斯克州、扎波羅熱州、蘇梅州、切爾尼戈夫州、尼古拉耶夫州、赫爾松州和頓涅茨克州，至少造成12名平民死亡，35名平民受傷。烏克蘭空軍指揮官表示，午夜至凌晨期間，俄羅斯從俄羅斯克拉斯諾達爾邊疆區和庫爾斯克州的濱海-阿赫塔爾斯克發射14架無人機，從梁贊、庫爾斯克州、阿佐夫海和黑海以及俄佔克里米亞發射12枚Kh-59/Kh-69制導巡航導彈、6枚Kh-22巡航導彈、2枚Kh-101/Kh-555巡航導彈和2枚9K720伊斯坎德爾-K型導彈，以第聶伯羅彼得羅夫斯克州和敖德薩州為目標，防空部隊擊落全部無人機以及11枚Kh-59/Kh-69制導巡航導彈、2枚Kh-22巡航導彈和2枚Kh-101/Kh-555巡航導彈。烏克蘭國家緊急服務局表示，俄羅斯軍隊上午使用導彈襲擊第聶伯羅彼得羅夫斯克州第聶伯羅市，至少造成8名平民死亡，包括2名兒童，35名平民受傷。尼古拉耶夫州長表示，俄羅斯對尼古拉耶夫州庫楚魯布發動炮擊，至少造成1名平民死亡，2名平民受傷。赫爾松州軍事管理局表示，俄羅斯晚上襲擊赫爾松市郊，至少造成1名平民死亡。
烏克蘭武裝部隊總參謀部表示，自全面入侵以來，俄羅斯在烏克蘭損失457,830名士兵，過去一天俄羅斯部隊有870人傷亡，累計損失7,205輛坦克、13,852輛裝甲戰鬥車輛、15,671輛車輛和油箱、11,658門火砲系統、1,046套多管火箭系統、762套防空系統、347架飛機、325架直升機、9,311架無人機、2,096枚巡弋飛彈、26艘船隻和1艘潛艇等。
俄羅斯國防部表示，一架Tu-22M3轟炸機在完成戰鬥任务返回斯塔夫罗波尔克拉斯诺瓦尔代斯基区軍事機場時坠毁，4名機組成員彈射離開轟炸機，搜救队已寻获三名机组成员，其中一人不治身亡，根据初步数据，事故原因为技术故障。烏克蘭空軍指揮官表示，烏克蘭防空部隊首次擊落一架俄羅斯Tu-22M3轟炸機，轟炸機在距離烏克蘭約300公里處被擊落，與早前用於擊落俄羅斯A-50預警機的手法相同。烏克蘭國防部情報總局發言人表示，第二架俄羅斯戰機在第一架戰機遭到擊落後緊急飛離附近空域。
俄羅斯國防部表示，俄羅斯軍隊在過去一週對烏克蘭的軍事和能源基礎設施、僱傭軍部署點、武器庫和防空系統進行34次聯合打擊，過去1周內，俄羅斯軍隊在庫皮揚斯克地區、阿夫迪伊夫卡地區等地區擊退烏克蘭軍隊64次反擊，在頓涅茨克地區每週遭受超過3,550名士兵傷亡，在阿夫迪伊夫卡地區每週遭受超過2,170名士兵傷亡，在頓涅茨克南部地區每週遭受超過760名士兵傷亡，在赫爾松地區每週遭受超過365名士兵傷亡，並且聲稱，俄羅斯軍隊在過去一週摧毀3架烏克蘭米格-29戰鬥機和4架安-26軍用運輸機、4架S-300防空導彈發射器和1架德國製IRIS-T導彈發射器，擊落10枚MGM-140 陸軍戰術導彈系統導彈和6枚暴風影導彈、5枚AASM Hammer精確導引飛彈以及1,278架烏克蘭無人駕駛飛行器。自「特別軍事行動」開始以來，俄羅斯武裝部隊共摧毀590架烏克蘭戰機、270架直升機、21,882架無人駕駛飛行器、506個地對空導彈系統、15,802輛坦克和其他裝甲作戰車輛、1,267個多枚火箭發射器、8,981門野戰火炮和迫擊炮以及21,143輛特殊軍用機動車。
乌克兰亲俄地下组织协调员谢尔盖·列别杰夫表示，俄罗斯武装部队袭击了尼古拉耶夫地区沃兹涅先斯基区的马丁诺夫斯基机场。

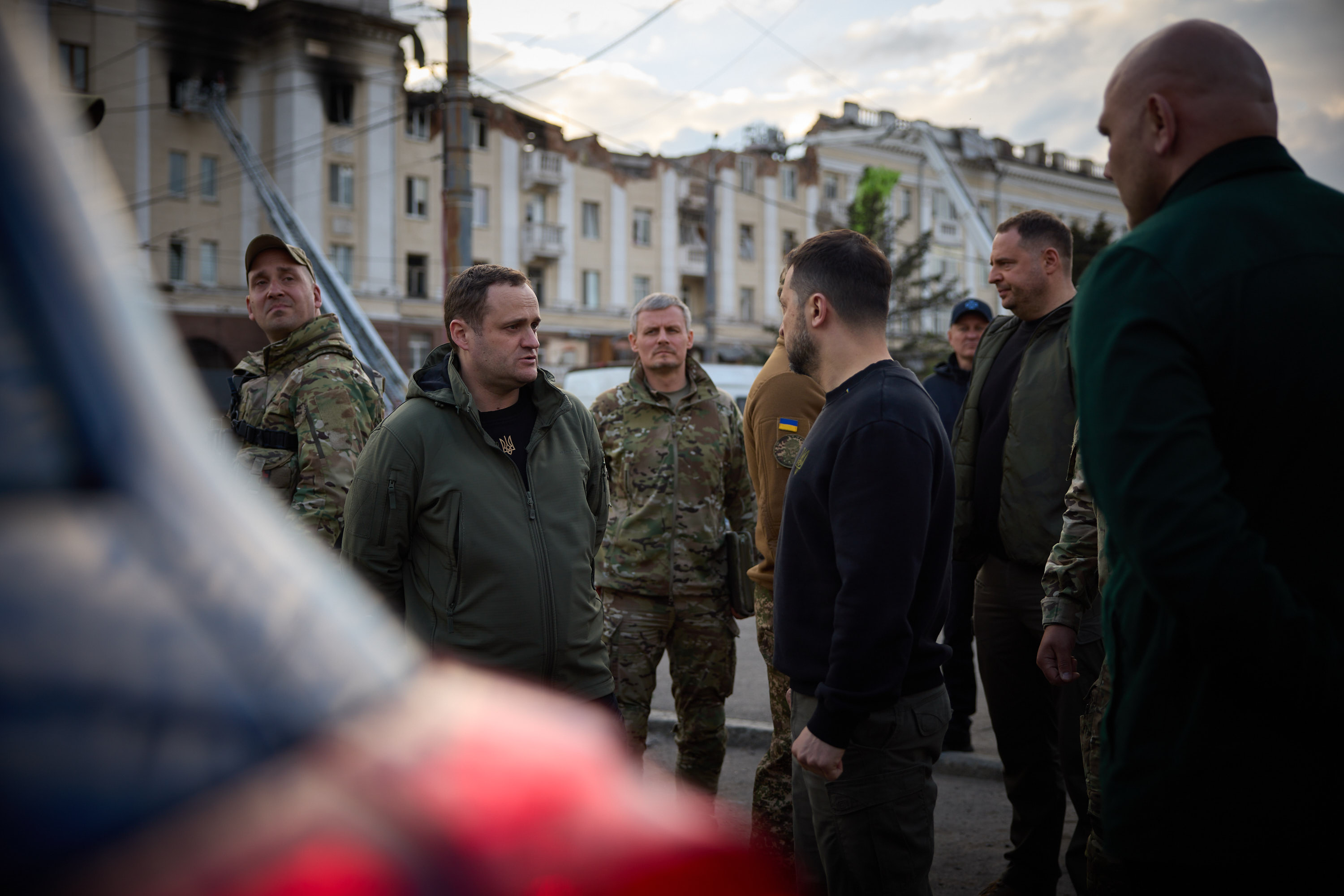
烏克蘭總統澤連斯基到訪俄軍襲擊的第聶伯羅市視察

烏克蘭總統辦公室表示，總統澤連斯基訪問頓涅茨克州一間醫院，慰問正在接受治療的第95獨立空襲旅成員，並且視察頓涅茨克州的防禦工事建設。其後，澤連斯基轉到同日遭到俄軍襲擊的第聶伯羅市視察，並表示烏克蘭需要合作伙伴就防空問題做出具體決定，而不僅僅是討論。
俄羅斯外交部長拉夫羅夫表示，俄羅斯更喜歡談判，而不是軍事對抗，莫斯科在對烏克蘭發起「特別軍事行動」後，雙方首次的談判於2022年3月初在白俄羅斯舉行，曾經接近達成協議，包含廢除歧視俄羅斯少數民族的法律，但談判沒有取得切實成果。並且再次重申願意與烏克蘭展開和談，但認為現時烏克蘭政權並不可信，即使進行和談，期間亦不會停火，亦指出不會放棄俄羅斯已經「吞併」的烏克蘭東部四州。另外拉夫羅夫表示，俄羅斯情報訊息確認，法國教官以及歐洲國家軍事和特殊部門代表已經在烏克蘭工作。並且表示，瑞士對於烏克蘭問題談判而言，不是一個可行的平臺，因為瑞士已經公開敵視俄羅斯，不是一個中立的國家，瑞士參與所有西方制裁，並批准一項新的國家安全戰略，規定其不會與俄羅斯建立安全夥伴關係。
美國眾議院進行程序表決，以316票支持，94票反對，通過總值940億美元的對外援助法案，當中600億美元將提供給烏克蘭，法案仍需在20日於眾議院進行全院表決後，交付參議院進行表決。
俄佔赫爾松地區負責人表示，3名烏克蘭士兵提前向俄軍指揮部通報投降意圖，並在17日遊過第聶伯河，向俄羅斯軍隊投降，呼籲其他烏克蘭軍人向俄羅斯方面投降。俄羅斯克里姆林宮發言人表示，不會對烏克蘭擁有射程高達3000公里的無人機的報道發表任何評論，因為有關事物已經由俄羅斯軍方和特別部門監控。
俄罗斯安全部门表示，拘留两名陶里亚蒂高中生，试图按照乌克兰特种部队的指示在17日於薩馬拉克里亚日一個军用机场纵火焚烧一架Mi-8直升机，安全部门表示2名嫌疑人已經不是第一次进行破坏行为。
荷蘭國防部長表示，荷蘭已撥款約2.1億美元用於向烏克蘭快速交付防空和火炮彈藥。

## 4月20日
烏克蘭空軍指揮官表示，午夜至凌晨期間，俄羅斯從俄羅斯別爾哥羅德州、俄佔克里米亞和黑海發射3架偵察無人機，2枚Kh-59/Kh-69制導巡航導彈、2枚S-300/400導彈和3枚9K720伊斯坎德爾-K型導彈，以敖德薩、第聶伯羅彼得羅夫斯克和尼古拉耶夫州為目標，防空部隊擊落3架偵察無人機，2枚Kh-59/Kh-69制導巡航導彈。哈爾科夫州地區檢察官辦公室表示，俄羅斯襲擊哈爾科夫州沃夫昌斯克市，至少造成2名平民死亡，2名平民受傷。第聶伯羅彼得羅夫斯克州州長表示，俄羅斯軍隊襲擊第聶伯羅彼得羅夫斯克州第聶伯羅市，至少造成1名平民死亡。敖德薩州州長表示，俄羅斯軍隊以導彈襲擊敖德薩的一個居民區，至少造成8名平民受傷，其中包括2名兒童。
烏克蘭武裝部隊總參謀部表示，自全面入侵以來，俄羅斯在烏克蘭損失458,580名士兵，過去一天俄羅斯部隊有750人傷亡，累計損失7,213輛坦克、13,873輛裝甲戰鬥車輛、15,717輛車輛和油箱、11,678門火砲系統、1,046套多管火箭系統、763套防空系統、348架飛機、325架直升機、9,341架無人機、2,109枚巡弋飛彈、26艘船隻和1艘潛艇等。
俄羅斯國防部表示，午夜至凌晨期間，挫敗基輔政權利用無人機對俄羅斯境內目標實施一起恐襲的企圖，防空部隊在別爾哥羅德州上空擊落烏軍26架無人機，在布良斯克州上空擊落10架，在庫爾斯克州上空擊落8架，在圖拉州2架，在斯摩稜斯克州、梁贊州、卡盧加州和莫斯科州上空分別擊落1架。俄羅斯布良斯克州州長表示，1架在維戈尼奇斯基區上空被擊落的無人機碎片墜落在一個能源設施，引發大規模火災，另外防空部隊在蘇澤姆斯基和維戈尼奇斯基地區上空擊落至少6架無人機。卡盧加州州長表示，馬洛亞羅斯拉韋茨鎮變電站附近遭到無人機襲擊，發生爆炸對能源基礎設施造成輕微破壞。斯摩摻斯克州州長表示，烏克蘭無人機襲擊卡爾德莫夫斯基區的燃料和能源設施，防空部隊擊落無人機，但墜落的碎片令燃料儲存罐引發火災。別爾哥羅德州州長表示，烏克蘭午夜至凌晨期間襲擊俄羅斯別爾哥羅德州波羅茲，至少造成2人死亡。
俄羅斯國防部表示，俄羅斯西部戰鬥群的部隊在過去一天轉移到更有利的位置，擊退3次烏克蘭的襲擊，令烏軍損失多達30名士兵、2輛裝甲戰車和3輛機動車。在頓涅茨克地區擊退過去一天8次烏克蘭反擊，令烏軍損失多達335名士兵。俄羅斯南方戰鬥群亦已經改善其陣地，擊退過去一天3次烏克蘭反擊，使烏克蘭損失多達610名士兵。東部戰鬥群的部隊已經轉移到更有利的位置，使烏克蘭損失多達120名士兵。在第聶伯羅彼得羅夫斯克和赫爾松地區，烏克蘭損失30名士兵。並且聲稱，在過去的一天裡，防空系統擊落1架烏克蘭蘇-25飛機、213架無人機和5枚法國製造AASM Hammer精確導引飛彈。自「特別軍事行動」開始以來，俄羅斯武裝部隊共摧毀591架烏克蘭戰機、270架直升機、22,095架無人駕駛飛行器、506個地對空導彈系統、15,812輛坦克和其他裝甲作戰車輛、1,267個多枚火箭發射器、8,991門野戰火炮和迫擊炮以及21,183輛特殊軍用機動車。俄羅斯哥薩克志願破壞和偵察旅第聶伯河旅指揮官表示，在赫爾鬆地區金伯恩沙嘴摧毀2艘配備昂貴裝備的烏克蘭偵察船。
乌克兰总统泽连斯基签署“关于打击互联网赌博的负面影响”的第 234/2024 号法令，提议在戒严期间禁止乌克兰军人参与赌博。
俄佔赫爾松地區負責人薩爾多表示，烏克蘭武裝部隊中支持俄羅斯的人，向赫爾松的親俄地下組織「俄羅斯赫爾松」提供北約突擊步槍和擲彈筒，參加該組織的人亦確定並提供烏軍的陣地坐標。
美國眾議院對950億美元對外援助法案進行分拆表決，其中援助烏克蘭的600多億美元法案，以311票贊成，112票反對，獲得通過，將再交付參議院表決。另外，眾議院以366票贊成，58票反對，通過《21世紀以實力求和平法案》，內容包括授權行政當局扣押，並向烏克蘭轉移在美國被凍結的俄羅斯主權資產，以幫助烏克蘭進行戰鬥和重建。
烏克蘭總統澤連斯基對美國眾議院通過法案表示歡迎，形容眾議院通過拯救生命的法案將阻止戰爭蔓延，拯救成千上萬的生命，並將使美烏兩國變得更加強大。
俄羅斯總統新聞秘書佩斯科夫表示，一旦沒收俄羅斯被凍結資產，美國必須為此承擔責任，這一決定還將對美國的形象帶來無法彌補的損害。另外，佩斯科夫表示，美國眾議院決定向基輔提供額外援助是意料之中，但這將進一步摧毀烏克蘭，並使美國富裕起來。
美國國防部发言人帕特里克·莱德表示，正在考虑向美国驻基辅大使馆派遣更多军事顾问。
美國《紐約時報》援引美國軍方消息報道，在過去兩個月內，俄羅斯至少摧毀5架美制艾布拉姆斯坦克。

## 4月21日
烏克蘭頓涅茨克州塞利多韋市軍事管理局表示，俄羅斯軍隊上午8時30分襲擊塞利多韋，至少造成1名平民死亡，4名平民受傷。赫爾松州地方官員表示，俄羅斯軍隊襲擊赫爾松州多個地區，共至少造成2名平民受傷。敖德薩州軍事管理局表示，俄軍對敖德薩地區發動導彈襲擊，至少造成4名平民受傷。第聶伯羅彼得羅夫斯克州州長表示，俄羅斯軍隊襲擊第聶伯羅彼得羅夫斯克州多個社區，至少造成1名平民受傷。哈爾科夫州州長表示，晚上8時左右俄羅斯軍隊對哈爾科夫市發動導彈襲擊，至少造成1名平民受傷。
烏克蘭武裝部隊總參謀部表示，自全面入侵以來，俄羅斯在烏克蘭損失459,530名士兵，過去一天俄羅斯部隊有950人傷亡，累計損失7,229輛坦克、13,896輛裝甲戰鬥車輛、15,785輛車輛和油箱、11,719門火砲系統、1,046套多管火箭系統、767套防空系統、348架飛機、325架直升機、9,379架無人機、2,115枚巡弋飛彈、26艘船隻和1艘潛艇等。烏克蘭部隊南方司令部表示，烏克蘭軍隊成功擊退俄軍在舊馬約爾斯科耶的3次進攻、羅博季涅的1次進攻和針對第聶伯河左岸克林基的3次進攻。
俄佔克里米亞負責人表示，駐紮在俄佔塞瓦斯托波爾俄羅斯黑海艦隊遭遇導彈襲擊，防空部隊擊落1枚反艦導彈，碎片引發火警，已經被撲滅。烏克蘭海軍發言人表示，海軍導彈擊中位於俄佔塞瓦斯托波爾的俄羅斯海軍公社號潛艇救援船。
俄羅斯國防部表示，防空系統在過去一天擊落194架烏軍無人機和8枚不同類型的多管火箭炮彈，摧毀烏克蘭空軍在第聶伯羅機場的1架米格-29飛機、1個指揮所、1個探測空中目標的雷達和1套S-300PS防空導彈系統。自特別軍事行動開始以來，共摧毀烏軍592架軍用飛機、270架直升機、22,289架無人機、508個防空導彈系統、15,816輛坦克和其他裝甲戰車、1,269門多管火箭炮、9,008門野戰炮和迫擊炮、21,205輛特種軍用車輛。此外，俄羅斯國防部表示，俄軍在頓涅茨克地區擊退烏克蘭軍隊8次反擊，烏克蘭軍隊在各個集團軍部隊責任區損失1000多名士兵。另外，俄羅斯國防部聲稱，南部軍區集團軍部隊已經完全解放頓涅茨克地區博格達諾夫卡，並擊退烏軍的2次進攻，烏軍損失達440名士兵。
烏克蘭總統澤連斯基接受美國NBC新聞採訪時表示，如果烏克蘭收到美國眾議院最近通過的610億美元軍事援助，烏克蘭就有機會戰勝俄羅斯。另外，澤連斯基表示，俄羅斯計劃在5月9日「衞國戰爭勝利日」之前，佔領俄佔巴赫穆特以西的恰西夫亞爾。
俄羅斯外交部發表聲明表示，美國準備向基輔政權提供武器，目的是讓其能夠戰鬥到最後一個烏克蘭人，包括繼續對俄羅斯境內實施恐怖襲擊、破壞攻擊和謀殺記者。
俄羅斯獨立媒體Mediazona與BBC新聞俄語根據公共來源，包括訃告、親屬、地區媒體和地方當局的報道，證實自2022年2月俄羅斯全面入侵烏克蘭以來，喪生的50,471名俄羅斯士兵名字，並明確表示，實際數字可能更高。
俄佔赫爾松地區負責人薩爾多表示，烏克蘭赫爾松的親俄地下組織「俄羅斯赫爾松」游擊隊透露，烏軍已開始使用囚犯補充兵員，其中包括被判犯下重罪的人，這些囚犯並不急於戰鬥，而是計劃利用意外的自由逃往歐洲。
韩联社援引韩国计划财政部的消息报道称，韩国财政部长崔相木和乌克兰财政部长谢尔盖·马尔琴科在华盛顿签署了一项框架协议，向基辅提供价值 21 亿美元的优惠长期贷款。

## 4月22日
烏克蘭地方政府表示，截至22日上午9時，俄羅斯在過去24小時內，一共襲擊10個州，包括敖德薩州、聶伯彼得羅夫斯克州、哈爾科夫州、盧甘斯克州、扎波羅熱州、蘇梅州、切爾尼戈夫州、波爾塔瓦州、赫爾松州和頓涅茨克州，至少造成1名平民死亡，11名平民受傷。烏克蘭空軍指揮官表示，午夜至凌晨期間，俄羅斯從俄佔克里米亞喬達角發射7架無人機和1架偵察無人機，防空部隊在敖德薩州擊落5架無人機和1架偵察無人機。另外，俄軍從俄佔頓涅茨克地區發射3枚地對空導彈。哈爾科夫州州長表示，下午4時35分左右俄軍發射1枚Kh-59導彈襲擊哈爾科夫市高240米的電視廣播塔，導致桅杆的上半部分倒塌，當地數字電視訊號中斷。
烏克蘭武裝部隊總參謀部表示，自全面入侵以來，俄羅斯在烏克蘭損失460,260名士兵，過去一天俄羅斯部隊有730人傷亡，累計損失7,236輛坦克、13,904輛裝甲戰鬥車輛、15,812輛車輛和油箱、11,736門火砲系統、1,046套多管火箭系統、768套防空系統、348架飛機、325架直升機、9,385架無人機、2,117枚巡弋飛彈、26艘船隻和1艘潛艇等。
俄羅斯國防部表示，俄軍南部集團部隊已經解放于顿涅茨克地区马林卡市南部的新米哈伊洛夫卡村。烏克蘭第79獨立空降攻擊旅發言人則否認有關聲稱，形容頓涅茨克州新米哈伊利夫卡的局勢緊張，但仍然控制。
俄羅斯國防部表示，中央集團軍各部隊改善戰術狀況，擊退烏軍9次反擊，烏克蘭軍隊在過去一天於各地區損失940名士兵，俄軍擊毀敵方防空陣地、1個無人艇儲存點以及擊毀142個地區的有生力量和裝備。俄军在頓內茨克南部博格丹诺夫卡和波贝达附近击退乌克兰军队3次反击。俄羅斯國防部表示，防空部隊下午3時40分左右，在別爾哥羅德州上空擊落1枚烏克蘭「圓點-U」導彈。
烏克蘭國防部情報總局局長表示，從5月中旬開始，烏克蘭將面臨困難，但非災難性的局勢。烏克蘭軍方霍爾蒂恰作戰戰略小組發言人表示，俄軍在恰西夫亞爾集結約2萬至2萬5千名士兵，試圖衝進恰西夫亞爾和附近定居點。
非牟利智庫《戰爭研究所》表示，俄羅斯軍隊最近使用導彈、滑翔炸彈和無人機摧毀哈爾科夫市基礎設施並殺害平民，加緊對哈爾科夫的攻擊，與旨在在民眾中播下「超大恐慌」的資訊行動相結合，助長俄羅斯即將發動地面攻勢攻佔哈爾科夫市的謠言，並造成平民大規模流亡。
烏克蘭總統總統澤倫斯基表示，與美國總統拜登舉行電話會議，拜登表示計劃一旦參議院批准600多億美元援助法案，將立即簽署法案。另外，澤連斯基表示，烏克蘭與美國已經接近敲定提供MGM-140 陸軍戰術導彈系統的協議。
俄罗斯杜马议长维亚切斯拉夫·沃洛金宣布，在美国众议院通过一项允许将扣押的俄罗斯资产转移到乌克兰的法律后，俄罗斯现在可以扣押西方资产。
俄羅斯聯邦安全局俄佔頓涅茨克地區總局表示，工作人員在阿夫迪伊夫卡發現數個外國武器的藏匿處，發現大量手榴彈、700多枚北約155毫米口徑炮彈和139枚外國製造的坦克炮彈等。另外，聲稱在武器藏匿處發現納粹標誌和裝有不明物質的醫用注射器。
俄羅斯總統新聞秘書佩斯科夫表示，原則上美國的援助不會改變戰場形勢，划撥的資金和將供應的武器只會導致更多烏克蘭人死亡，烏克蘭將遭受重大損失，大部分撥付的資金將留在美國本土，令美國變得更富，並通過這種方式獲得額外紅利。另外，佩斯科夫表示，基輔從法律上將與莫斯科談判的可能排除在外，因
此談判沒有任何進展。
烏克蘭最大民營能源公司DTEK負責人表示，需要3.5億美元來重建俄羅斯襲擊發電廠造成的容量損失，指出由於最近的襲擊公司損失8千兆瓦的發電能力，預計在夏季和冬季的高峰期將出現電力短缺。
挪威首相表示，挪威將向烏克蘭提供新一批大額資金捐款，以改善防空。波蘭總理圖斯克表示，由於波蘭方面沒有有關儲備，因此不會向烏克蘭提供任何愛國者防空系統，但將在防空方面提供其他形式的援助。瑞典國防部長表示，不排除向烏克蘭提供愛國者防空系統，但現時專注於財政捐款，包括可能提供更多RBS70行動式防空系統。
德国《图片报》報道，德国政府原计划向乌克兰交付多达400辆防地雷反伏击车，但由于突发原因，推迟交付。

## 4月23日
烏克蘭地方政府表示，截至23日上午9時，俄羅斯在過去24小時內，一共襲擊11個州，包括基輔州、敖德薩州、聶伯彼得羅夫斯克州、哈爾科夫州、盧甘斯克州、扎波羅熱州、蘇梅州、切爾尼戈夫州、尼古拉耶夫州、赫爾松州和頓涅茨克州，至少造成5名平民死亡，12名平民受傷。烏克蘭空軍指揮官表示，午夜至凌晨期間，俄羅斯從俄佔克里米亞喬達角和庫爾斯克州發射16架無人機，防空部隊在尼古拉取夫、敖德薩、基輔和切爾克西州擊落15架無人機。另外，俄軍從別爾哥羅德地區發射2枚9K720伊斯坎德爾M型導彈。烏克蘭南方國防軍表示，俄羅斯軍隊午夜至凌晨期間，使用無人機襲擊敖德薩一個居民區，至少造成9名平民受傷，包括4名兒童。第聶伯羅彼得羅夫斯克州州長表示，俄羅斯軍隊下午對第聶伯羅市發動導彈襲擊，至少造成4名平民受傷。頓涅茨克州州長表示，俄羅斯軍隊上午襲擊頓涅茨克州科斯蒂安蒂尼夫卡市，至少造成5名平民受傷。
烏克蘭武裝部隊總參謀部表示，自全面入侵以來，俄羅斯在烏克蘭損失461,060名士兵，過去一天俄羅斯部隊有800人傷亡，累計損失7,241輛坦克、13,916輛裝甲戰鬥車輛、15,845輛車輛和油箱、11,765門火砲系統、1,046套多管火箭系統、769套防空系統、348架飛機、325架直升機、9,407架無人機、2,117枚巡弋飛彈、26艘船隻和1艘潛艇等。烏克蘭軍方霍爾蒂恰作戰戰略小組發言人表示，俄羅斯軍隊正在部署化學武器，包括化學毒藥在內的所有武器庫，來攻擊烏克蘭陣地，試圖佔領頓涅茨克州奧切雷蒂內。
俄羅斯別爾哥羅德州州長表示，防空系統在別爾哥羅德州上空擊落多個空中目標，暫無人員傷亡。俄羅斯國防部表示，防空系統在別爾哥羅德州上空擊落烏克蘭發射的4枚「赤楊」多管火箭炮炮彈。俄佔扎波羅熱地區戰鬥勤務處負責人表示，烏克蘭軍隊發射無人機襲擊俄佔扎波羅熱地區米爾諾耶，至少造成4人死亡。
俄羅斯國防部表示，中央集團軍各部隊改善戰術狀況，擊退烏軍9次反擊，烏克蘭軍隊在過去一天於各地區損失1,045名士兵，過去一天俄軍防空部隊擊落烏軍104架無人機，擊落1枚「圓點-U」戰術導彈、6枚美制海馬斯、赤楊火箭彈以及4枚法制鐵錘制導炸彈。自特別軍事行動展開以來，累計摧毀烏軍592架飛機、270架直升機、22,633架無人機、509具防空導彈發射裝置、15,824輛坦克及裝甲車輛、1,269門火箭炮、9,065門身管火炮和迫擊炮，21,252輛特種軍用車輛。此外，國防部表示，俄羅斯南部集團軍軍人改善戰術情況，並且打擊在頓涅茨克地區的幾個居民點的2個烏克蘭旅的部隊，烏軍損失500多名士兵和3輛坦克。另外，俄羅斯空天軍和導彈部隊在過去一天內，摧毀一套烏克蘭「鷹式」防空導彈系統、一個烏軍國土防禦部隊的無人機倉庫以及在115個地區的烏軍有生力量和軍事裝備。俄羅斯國防部公佈片段，顯示在阿夫迪伊夫卡附近繳獲一架德制豹2A5坦克，俄軍專家進行初步設計評估和修復。
俄羅斯國防部長紹伊古在國防部部務會議上表示，俄羅斯軍隊在整個戰鬥接觸線上掌握主動權，並繼續將烏克蘭軍隊趕出其佔領的戰線。自特別軍事行動開始以來，烏軍損失共約50萬名軍人。俄羅斯軍隊迫擊炮組指揮官表示，國界保護集團軍迫擊炮手將烏克蘭哈爾科夫州烏軍通往俄羅斯國界的所有通道，都置於火力控制之下，俄偵查兵已對道路、十字路口和林帶進行研究，炮兵亦進行試射。
非牟利智庫「戰爭研究所」表示，俄羅斯軍隊可能會在未來幾星期，將襲擊重點轉向針對烏克蘭的交通基礎設施，以拖延武器到達前線。
烏克蘭國家安全局表示，在哈爾科夫拘留1名男子，涉嫌試圖幫助俄羅斯直接對烏克蘭國防部情報總局特別部隊的基地進行空襲。
烏克蘭總理什梅加爾表示，政府已額外撥款超過約2.023億美元，用於建造防禦工事。烏克蘭扎波羅熱州州長表示，自今年年初以來，俄羅斯軍隊已經向第聶伯羅水力發電廠發射20多枚導彈。
烏克蘭外交部長庫萊巴在社交平台X發表聲明表示，已下令採取措施，恢復對符合應徵年齡男子的「公平待遇」，批評在戰爭前或戰爭期間離開烏克蘭的人。烏克蘭國家電視廣播公司報道，烏克蘭駐各國領事館表示將暫停對符合應徵年齡男子的服務。此举將促使在海外生活的乌克兰男性公民回到烏克蘭，加入俄烏戰爭中。
俄羅斯聯邦調查委員會表示，俄羅斯聯邦國防部副部長伊萬諾夫因涉嫌觸犯《刑法》收賄罪被拘留，伊萬諾夫涉嫌在俄佔馬里波烏爾防禦工事牟利。
英国首相里希·苏纳克访问波兰之际宣布，英国计划向基辅提供重要装备，包括400辆车辆、1600多枚导弹、400万发弹药、60艘船只，以及额外5亿英镑的军事资金，使本财年的军事援助资金总额达到30亿英镑。
美國參議院對950億美元對外援助法案進行表決，以79票贊成、18票反對，獲得通過，其中包括援助烏克蘭的600多億美元，以及《21世紀以實力求和平法案》，內容包括授權行政當局扣押，並向烏克蘭轉移在美國被凍結的俄羅斯主權資產，以幫助烏克蘭進行戰鬥和重建，法案將呈交總統拜登簽署確認後才正式生效。美國國防部發言人表示，一旦總統拜登簽署援助法案，美國軍事援助可以在幾天內抵達烏克蘭。
中國外交部北美大洋洲司負責人表示，美國需要切實反思自身在烏克蘭危機中應當承擔的責任，不得攻擊抹黑中國和俄羅斯正常的國家關係，挑動陣營對抗。
希臘傳媒《Pronews》報道，美國已經向希臘提供未披露的擔保，並保證若希臘主要地緣政治敵人土耳其作出任何威脅，將提供援助，以換取希臘提供愛國者系統，希臘政府則準備向烏克蘭提供至少1至2個愛國者防空系統。
美國《華爾街日報》援引美國政府內部消息報道，美國正在起草制裁計劃，威胁要切断一些中国的银行与全球金融体系的联系，希望此举能够阻止北京对俄罗斯军事生产的商业支持。

## 4月24日
烏克蘭地方政府表示，截至24日上午9時，俄羅斯在過去24小時內，一共襲擊11個州，包括波爾塔瓦州、敖德薩州、聶伯彼得羅夫斯克州、哈爾科夫州、盧甘斯克州、扎波羅熱州、蘇梅州、切爾尼戈夫州、尼古拉耶夫州、赫爾松州和頓涅茨克州，至少造成1名平民死亡，23名平民受傷。烏克蘭哈爾科夫市長表示，俄羅斯凌晨對哈爾科夫發射S-300導彈，損壞4棟住宅樓，至少造成2名平民受傷。
烏克蘭武裝部隊總參謀部表示，自全面入侵以來，俄羅斯在烏克蘭損失461,940名士兵，過去一天俄羅斯部隊有880人傷亡，累計損失7,242輛坦克、13,928輛裝甲戰鬥車輛、15,892輛車輛和油箱、11,808門火砲系統、1,048套多管火箭系統、771套防空系統、348架飛機、325架直升機、9,439架無人機、2,117枚巡弋飛彈、26艘船隻和1艘潛艇等。
俄羅斯國防部表示，防空系統凌晨在庫爾斯克州、別爾哥羅德州、沃羅涅日州和斯摩稜斯克州上空擊落烏克蘭8架無人機。俄羅斯斯摩倫斯克州州長表示，烏克蘭無人機襲擊斯摩倫斯克州能源和燃料設施，引發火災，4架烏克蘭無人機在斯摩稜斯克地區墜落，另有3架無人機在斯摩稜斯克州亞爾採沃地區墜落。俄羅斯沃羅涅日州州長表示，防空系統在該地區上空擊落4架烏克蘭無人機，一家煉油廠在無人機襲擊後發生火災。俄羅斯利佩茨克州州長表示，一架無人機在利佩茨克州工業區墜毀。
俄羅斯國防部表示，烏克蘭軍隊在過去一天於各地區損失1,015名士兵。另外，國防部表示，俄羅斯武裝力量摧毀烏克蘭武裝部隊的無人機生產車間和燃料庫。在過去一晝夜內，防空系統擊落烏軍196架無人機、9枚美國製海馬斯和赤楊多管火箭炮系統火箭彈，以及6枚法國製鐵錘航空制導炸彈。自特別軍事行動開始以來，共有烏克蘭592架軍用飛機、270架直升機、22,932架無人駕駛飛行器、509套防空導彈系統、15,827輛坦克和其他裝甲戰車、1,271門多管火箭炮、9,081門野戰炮和迫擊炮、21,274輛特種軍車被摧毀。
俄羅斯國營傳媒「衛星通訊社」引述烏克蘭親俄尼古拉耶夫州地下組織協調員消息報道，俄羅斯軍隊分別襲擊烏克蘭哈爾科夫州一個烏軍宿舍以及敖德薩州一個軍事裝備倉庫。另外，通訊社引述軍事專家消息報道，烏軍在頓巴斯戰線的斯瓦托夫斯克和克列梅尼段增加使用化學彈藥的頻率。
烏克蘭總統澤連斯基表示，俄羅斯正計劃干預6月在瑞士舉行的烏克蘭全球和平峰會，包括減少參與國的數量和採取行動令和平峰會無法進行。另外，澤連斯基在社交平台X表示，感謝總統拜登簽署對外援助法案，其中包括烏克蘭援助，烏克蘭走完了這半年的道路，不管別人怎麼說，我們正在獲得所需的支持，以繼續保護生命免遭俄羅斯的攻擊。
烏克蘭國家安全局表示，莫斯科宗主教聖統烏克蘭正教會頓涅茨克州地區主教阿爾森尼，涉嫌在禮拜儀式公開公布頓涅茨克州克拉馬託斯克區烏克蘭軍事檢查站的座標，並將有關禮拜儀式影片上傳至社交網站，試圖傳遞給俄羅斯軍隊，已經向阿爾森尼採取預防措施。
俄羅斯聯邦總檢察長在俄羅斯聯邦委員會作報告期間表示，自2022年9月30日起，俄羅斯檢察官在法院審理271起針對烏克蘭武裝分子的案件，43人被判終身監禁。
烏克蘭內閣公布法令，烏克蘭政府已禁止向國外18至60歲符合參軍的烏克蘭男性寄送身份證明檔案和護照，18至60歲的烏克蘭男性只能在烏克蘭本土的移民服務辦公室獲得護照。
俄羅斯兒童權利總統專員宣布，俄烏雙方在卡達的斡旋下在卡達達成協議，俄羅斯與烏克蘭同意交換共48名因俄烏戰爭被迫離開家園的孩童，29名兒童將會返回烏克蘭與家人重逢，19名兒童將會返回俄羅斯與在俄羅斯的家人重逢。
美國總統拜登正式簽署950億美元對外援助法案，當中包括援助烏克蘭600多億美元。美國國防部在拜登簽署法案後宣佈，將向烏克蘭提供首批10億美元援助計劃，包括海馬斯火箭炮炮彈、RIM-7和AIM-9M防空導彈、布拉德利步兵戰車、毒刺防空導彈等彈藥，以及後勤和戰術車輛、反裝甲系統、訓練彈藥和備件，小武器彈藥，包括用於對抗無人機的0.50口徑子彈。美國國務院發言人證實，今年春天總統拜登總統的同意下，美國已經秘密向烏克蘭提供遠端陸軍戰術導彈系統。
欧盟向烏克蘭提供15亿欧元资金。
巴西外交部一名代表告诉俄新社，巴西外交部认为四名前往乌克兰参战的巴西人已死亡或失踪。

## 4月25日
烏克蘭切爾卡瑟州州長表示，俄羅斯發射導彈襲擊襲擊斯米拉市一個關鍵基礎設施設施，至少造成6名平民受傷。第聶伯羅彼得羅夫斯克州州長表示，俄羅斯對第聶伯羅彼得羅夫斯克州尼科波爾發動炮擊，至少造成2名平民受傷。哈爾科夫州州長表示，俄羅斯軍隊襲擊哈爾科夫州巴拉克利亞市一個火車站，至少13名平民受傷。顿涅茨克州州長表示，俄羅斯軍隊分別襲擊頓涅茨克州烏達赫內和庫拉希夫卡，至少造成3名平民死亡，1名平民受傷。
烏克蘭武裝部隊總參謀部表示，自全面入侵以來，俄羅斯在烏克蘭損失462,980名士兵，過去一天俄羅斯部隊有1,040人傷亡，累計損失7,255輛坦克、13,942輛裝甲戰鬥車輛、15,949輛車輛和油箱、11,836門火砲系統、1,049套多管火箭系統、772套防空系統、348架飛機、325架直升機、9,449架無人機、2,118枚巡弋飛彈、26艘船隻和1艘潛艇等。
俄羅斯國防部表示，烏克蘭軍隊在過去一天於各地區損失1,000名士兵。
俄佔扎波羅熱地區領導人表示，一輛民用汽車遭到烏克蘭無人機襲擊，至少造成2人死亡。俄佔赫爾松地區負責人表示，烏克蘭對第聶普里亞尼發動無人機襲擊，引發大火，至少造成2人死亡。
烏克蘭總統澤倫斯基接受美國福霍士新聞頻道採訪時表示，無論今年11月美國總統選舉的結果如何，烏克蘭都希望繼續與華盛頓合作。另外，澤倫斯基在晚間講話中表示，烏克蘭將下一次拉姆施泰因小組會議中，討論如何克服過去六個月美國援助減緩所積累的問題。
俄羅斯總統普京表示，現在在交火線上取得的成績，取決於解決技術問題的速度和效果。
烏克蘭基輔市軍事管理局表示，首都基輔已經修復因俄羅斯襲擊，而損壞的1000多臺電氣裝置，佔無人機和導彈造成損失的約70%。
烏克蘭國會人權監察員表示，烏克蘭已將被俄羅斯非法扣押的561名烏克蘭兒童名單轉交卡達，再由卡達轉交俄羅斯。
俄羅斯總統新聞秘書佩斯科夫表示，美國向基輔提供陸軍戰術導彈系統，已經等於直接介入烏克蘭衝突，但這無法改變「特別軍事行動」的結果。俄羅斯外交部發言人扎哈羅娃表示，基輔政權從美國獲得的支持，不少於當年阿富汗所獲，現時局勢正按照同一劇本發展，基輔政權戰局的結果不難預料。俄羅斯副外長表示，若美國採取實際措施沒收俄羅斯資產，俄羅斯考慮降低與美國的外交關係級別。
俄羅斯聯邦偵查委員會表示，針對在烏克蘭軍隊一方作戰的3名美國雇傭兵、1名英國雇傭兵和1名法國雇傭兵進行刑事調查，已送交法庭進行缺席審判。同時俄罗斯军事法庭以“叛国罪”和“恐怖主义罪”判处一名被指控想要加入乌克兰军队对抗俄羅斯的男子10年监禁。
丹麥外交部宣佈，丹麥議會同意在2024年度丹麥烏克蘭基金中增加6.33億美元的軍事支援。
德國國防部長表示，俄羅斯生產的武器和軍事裝備已經超過對烏克蘭戰爭所需的更多武器和軍事裝備，並正在裝滿其武器倉庫。
希臘總理米索塔基斯表示，希臘不會向烏克蘭提供愛國者防空系統或S-300導彈。
歐洲議會以493名議員贊成，11名議員反對，18名議員棄權，壓倒性優勢通過決議，譴責俄羅斯總統普京3月在俄佔烏克蘭地區舉行的總統選舉是非法的，呼籲歐盟成員國和國際社會不要承認俄羅斯總統選舉的結果。

## 4月26日
烏克蘭地方政府表示，截至24日上午9時，俄羅斯在過去24小時內，一共襲擊10個州，包括切爾卡瑟州、聶伯彼得羅夫斯克州、哈爾科夫州、盧甘斯克州、扎波羅熱州、蘇梅州、切爾尼戈夫州、尼古拉耶夫州、赫爾松州和頓涅茨克州，至少造成5名平民死亡，29名平民受傷。烏克蘭哈爾科夫州州長表示，俄羅斯對哈爾科夫州德爾哈奇市發動襲擊，至少造成4名平民受傷，其中包括3名兒童。第聶伯羅彼得羅夫斯克州州長表示，俄羅斯軍隊炮擊尼科波爾市，至少造成2名平民受傷，包括1名兒童。烏克蘭內政部表示，俄羅斯軍隊炮擊蘇梅州比洛比利亞民用基礎設施，至少造成2名平民死亡，3名平民受傷。哈爾科夫州地區警方表示，俄羅斯軍隊使用S-300導彈襲擊舍斯塔科韋和使用無人機襲擊博霍杜希夫，至少造成4名平民受傷。烏克蘭蘇梅州政府表示，俄羅斯軍隊26日襲擊東北部9個社群，至少造成2名平民死亡，5名平民受傷。
烏克蘭武裝部隊總參謀部表示，自全面入侵以來，俄羅斯在烏克蘭損失463,930名士兵，過去一天俄羅斯部隊有950人傷亡，累計損失7,262輛坦克、13,957輛裝甲戰鬥車輛、15,984輛車輛和油箱、11,867門火砲系統、1,049套多管火箭系統、772套防空系統、348架飛機、325架直升機、9,461架無人機、2,119枚巡弋飛彈、26艘船隻和1艘潛艇等。烏克蘭軍方霍爾蒂恰作戰戰略小組發言人表示，俄羅斯軍隊正試圖透過博達尼夫卡和伊萬尼夫斯克包圍恰西夫亞爾。
俄羅斯國防部表示，防空系統午夜至凌晨期間，在別爾哥羅德州上空擊落2枚烏克蘭「赤楊」多管火箭炮火箭彈。俄佔頓涅茨克地區監督和協調與烏克蘭戰爭犯罪有關問題聯合中心代表處表示，烏克蘭軍隊炮擊頓涅茨克市，至少造成2人死亡，5人受傷。俄佔卢甘斯克州官员表示，乌克兰炮擊新德鲁热斯克，造成一人死亡。库尔斯克州和布良斯克州州长表示，乌克兰发动的袭击造成两人死亡。
俄羅斯國防部表示，烏克蘭軍隊在過去一天於各地區損失1,005名士兵。過去24小時，俄羅斯空天軍及俄軍炮兵部隊對頓涅茨克地區境內載有西方武器裝備的烏軍列車以及哈爾科夫州巴拉克列亞市附近火車裝卸站內的烏軍有生力量發動打擊，另對112個地區的烏軍有生力量和裝備發動打擊。俄軍防空系統過去一天內擊落烏軍193架無人機、2枚「赤楊」多管火箭炮火箭彈和3枚「鐵錘」航空制導炸彈。自「特別軍事行動」開始以來，共摧毀烏克蘭592架軍用飛機、270架直升機、23,325架無人駕駛飛行器、509套防空導彈系統、15,856輛坦克和其他裝甲戰車、1,274門多管火箭炮、9,140門野戰炮和迫擊炮、21,308輛特種軍車。
烏克蘭傳媒《基輔獨立報》引述烏克蘭國防部情報總局消息報道，情報總局對俄羅斯首都莫斯科奧斯塔夫耶沃國際機場進行行動，摧毀一架俄羅斯Ka-32多功能直升機。另外，《基輔獨立報》引述烏克蘭國防部情報總局消息報道，情報總局對俄羅斯執政「統一俄羅斯」黨的線上平臺進行大規模網路攻擊。
烏克蘭總統辦公室表示，總統澤連斯基任命亞歷山大·雅科維茨出任特別運輸局局長，並解除其原烏克蘭武裝部隊支援部隊指揮官職務。乌克兰國會議員马克西姆·布赞斯基表示，乌克兰武装部队已将美国艾布拉姆斯坦克从战场上撤出，主要是容易受到俄罗斯无人机的攻击。
俄罗斯联邦安全局表示，在伏尔加格勒地区拘留2名與乌克兰有联系的新纳粹组织成员，试图针对多个目标发动恐怖袭击。
俄羅斯總統新聞秘書佩斯科夫表示，俄罗斯将因向美国向基辅供应远程导弹而扩大安全缓冲区。
烏克蘭首都基輔市長表示，由於有可能成為空襲的目標，當局緊急疏散2家醫院，包括1家兒童醫院，市長表示有關疏散行動是由於白俄羅斯安全主管在25日的全白俄羅斯人民大會上發表講話，聲稱有「恐怖分子」躲在基輔的醫院，並點名2家醫院，表示將對有關醫療設施進行有效襲擊。
烏克蘭戰俘待遇協調總部表示，在烏克蘭國家安全局、內政部、國家緊急服務局和武裝部隊以及國際紅十字會的協助下，烏克蘭成功帶回140名在與俄羅斯作戰中陣亡的烏克蘭士兵屍體。
美國國防部長奧斯汀在烏克蘭國防聯絡小組會議開始前宣佈，美國將向烏克蘭提供60億美元的軍事援助計劃，包括為海馬斯多管火箭炮提供更多彈藥、155毫米彈藥、防空攔截器和裝甲車。會議後，奧斯汀再宣布美國將根據烏克蘭安全援助倡議為烏克蘭提供60億美元的軍事援助，包括防空系統和大量彈藥。
多國防長在烏克蘭國防聯絡小組會議上宣布援烏計劃。其中，加拿大國防部長宣佈，加拿大將向烏克蘭國內無人機生產提供220萬美元，向捷克領導的彈藥倡議提供約950萬美元。西班牙國防部長宣佈，馬德里將向烏克蘭提供愛國者防空導彈。比利時國防部長宣佈，將向德國領導的防空計劃提供2.13億美元，並向烏克蘭提供火箭彈。
愛沙尼亞國防部宣佈，愛沙尼亞與丹麥協調後，已將2艘海軍巡邏艇交付烏克蘭，使烏克蘭能夠確保重要的海線安全並保護其水域。
俄羅斯版《富比士》雜誌記者謝爾蓋·明加佐夫 (Sergei Mingazov) 的律師週五表示，他因涉嫌傳播有關俄羅斯軍方的虛假信息而被拘留。

## 4月27日
烏克蘭地方政府表示，截至27日上午9時，俄羅斯在過去24小時內，一共襲擊12個州，其中在聶伯彼得羅夫斯克州、哈爾科夫州、赫爾松州和頓涅茨克州，至少造成1名平民死亡，14名平民受傷，另外包括利沃夫州、伊萬諾-弗蘭科夫斯克州、盧甘斯克州、扎波羅熱州、蘇梅州、切爾尼戈夫州、尼古拉耶夫州和基洛夫赫拉德州則未有傷亡報告。烏克蘭政府表示，俄羅斯軍隊午夜至凌晨期間，對烏克蘭發動大規模導彈襲擊，襲擊第聶伯羅彼得羅夫斯克、伊萬諾-弗蘭科夫斯克和利沃夫州的能源設施。烏克蘭空軍表示，俄羅斯向烏克蘭發射34枚導彈，其中21枚被擊落。烏克蘭最大的民營能源公司「DTEK」表示，4座火力發電廠在襲擊中嚴重受損。第聶伯羅彼得羅夫斯克州州長表示，防空系統在該州擊落13枚導彈，第聶伯羅市和克里維里赫附近的能源設施遭到破壞，至少造成2名平民受傷。另外，第聶伯羅彼得羅夫斯克州州長表示，俄羅斯襲擊尼科波爾區，至少造成2名平民受傷。哈爾科夫州州長，俄羅斯無人機襲擊沃夫昌斯克市附近一輛卡車，至少造成1名平民受傷。
烏克蘭武裝部隊總參謀部表示，自全面入侵以來，俄羅斯在烏克蘭損失465,054名士兵，過去一天俄羅斯部隊有1,124人傷亡，累計損失7,268輛坦克、13,971輛裝甲戰鬥車輛、16,019輛車輛和油箱、11,905門火砲系統、1,049套多管火箭系統、775套防空系統、348架飛機、325架直升機、9,485架無人機、2,124枚巡弋飛彈、26艘船隻和1艘潛艇等。烏克蘭國防部情報總局表示，情報總局與第15獨立炮兵偵察旅襲擊俄羅斯「Podlet-K1」雷達站，未有交代地點。烏克蘭軍方霍爾蒂恰作戰戰略小組發言人表示，俄羅斯軍隊正設法在頓涅茨克州前線村莊奧切列季涅建立陣地並站穩腳跟。烏克蘭第47獨立機械化旅反駁回有關烏克蘭軍隊從前線撤出美製艾布拉姆斯坦克消息，形容不會在沒有強大的火力支援下，離開前線步兵。
俄羅斯克拉斯諾達爾邊疆區行政長官表示，烏克蘭無人機試圖襲擊煉油廠和基礎設施，防空部隊凌晨在邊疆區幾個地區擊落10多架無人機。其後，俄羅斯國防部表示，午夜至凌晨防空部隊在克拉斯諾達爾邊疆區上空擊落66架烏軍無人機，在俄佔克里米亞上空擊落 2架無人機。俄羅斯國營通訊社「塔斯社」報道，烏克蘭無人機襲擊後，克拉斯諾達爾邊疆區庫班斯拉維揚斯克的一家煉油廠部分暫停運營。
俄羅斯別爾哥羅德州州長表示，烏軍無人機襲擊捨別基諾區，至少導致5名平民受傷，包括1名少年。
俄羅斯國防部表示，過去一周內，烏軍在「特別軍事行動」中損失8,280人。防空系統在過去一周，擊落烏克蘭1架米格-29戰鬥機、1架蘇-25攻擊機、18枚鐵錘航空制導炸彈、1枚圓點-U戰術導彈、35枚海馬斯、赤楊和颶風多管火箭炮炮彈和1,659架無人機。過去一周，俄軍使用匕首高超音速導彈和無人機等武器發動35次集群打擊。
烏克蘭傳媒《基輔獨立報》引述安全和國防部隊消息消息報道，烏克蘭國家安全局對俄羅斯克拉斯諾達爾地區的2家煉油廠和1個軍用機場發動無人機襲擊。
俄羅斯總統新聞秘書佩斯科夫表示，沒有與基輔進行談判的任何前提條件，但俄羅斯會繼續進行「特別軍事行動」。另外，佩斯科夫表示，烏克蘭於2022年拒絕繼續在伊斯坦布爾進行談判的原因，是由於時任英國首相約翰遜建議，烏克蘭不要與俄羅斯簽訂任何協議，只管打仗就可以。
澳洲國防部長宣布，澳洲政府將提供一項價值6,500萬美元的新援助計劃，向無人機聯盟提供資金和向烏克蘭提供行動式防空系統。
俄羅斯內政部消息，因參與烏克蘭軍事行動而被判处雇佣军罪的吉爾吉斯斯坦公民阿斯卡爾·庫巴尼奇別克將在俄羅斯獲得庇護。

## 4月28日
烏克蘭空軍指揮官表示，俄羅斯午夜至凌晨期間，從俄佔克里米亞和俄佔赫爾松發射9架無人機襲擊烏克蘭，其中防空部隊在尼古拉耶夫、基輔、文尼察、赫梅利尼茨基和基洛夫赫拉德州擊落4架無人機。哈爾科夫州政府表示，俄羅斯軍隊分別襲擊庫皮揚斯克和沃夫昌斯克市，至少造成2名平民受傷。
烏克蘭武裝部隊總參謀部表示，自全面入侵以來，俄羅斯在烏克蘭損失466,150名士兵，過去一天俄羅斯部隊有1,196人傷亡，累計損失7,279輛坦克、13,991輛裝甲戰鬥車輛、16,065輛車輛和油箱、11,948門火砲系統、1,050套多管火箭系統、776套防空系統、348架飛機、325架直升機、9,507架無人機、2,124枚巡弋飛彈、26艘船隻和1艘潛艇等。烏克蘭武裝部隊總司令錫爾斯基表示，烏克蘭軍隊已從頓涅茨克州柏迪奇、塞梅尼夫卡和新米哈伊洛夫卡向西面撤退，在赫爾州方面，烏軍重新控制位於第聶伯羅河三角洲的涅斯特里哈島，此前該島屬於灰色地帶。烏克蘭國防部情報總局表示，俄羅斯兩列柴油機車分別在奧倫堡和弗拉季卡夫卡茲被不明人士縱火燒毁。
俄羅斯國防部表示，俄羅斯軍隊午夜至凌晨期間，擊落17架烏克蘭無人機，在別爾哥羅德州擊落2架無人機，庫爾斯克州擊落3架，卡盧加州擊落3架無人機，布良斯克州上空擊落9架。莫斯科地區安全總局表示，當地積雪融化後，在森林中發現約十幾架懷疑受電子戰干預後墜毁的無人機，呼籲民眾不要接近。
俄羅斯國防部表示，中央軍區集團軍佔領頓涅茨克地區新巴赫穆蒂夫卡，烏軍在一天內在該區域損失380名軍人和1輛坦克，西部集團軍對烏軍發起打擊並擊退3次反攻，烏軍損失270名士兵，南部軍區集團軍使烏軍損失360名士兵。另外，國防部表示，俄軍袭击第聶伯羅彼得羅夫斯克地區卡緬卡機場、切爾尼戈夫州普里盧基機場和赫梅利尼茨基州斯塔羅康斯坦丁諾機場。
俄羅斯外交部發言人扎哈羅娃表示，俄羅斯反對用退出吞併的烏克蘭四州地區來換取在西方被凍結的資產。

## 4月29日
烏克蘭地方政府表示，截至29日上午9時，俄羅斯在過去24小時內，一共襲擊9個州，包括聶伯彼得羅夫斯克州、哈爾科夫州、盧甘斯克州、扎波羅熱州、蘇梅州、切爾尼戈夫州、尼古拉耶夫州、赫爾松州和頓涅茨克州，至少造成7名平民受傷。赫爾松州州長表示，俄軍襲擊基佐米斯，至少造成1名平民死亡。敖德薩州州長表示，俄軍對敖德薩發射1枚導彈，至少造成4名平民死亡，32名平民受傷，包括2名兒童。
烏克蘭武裝部隊總參謀部表示，自全面入侵以來，俄羅斯在烏克蘭損失467,470名士兵，過去一天俄羅斯部隊有1,320人傷亡，累計損失7,285輛坦克、14,007輛裝甲戰鬥車輛、16,109輛車輛和油箱、11,985門火砲系統、1,051套多管火箭系統、778套防空系統、348架飛機、325架直升機、9,528架無人機、2,124枚巡弋飛彈、26艘船隻和1艘潛艇等。
俄羅斯國防部表示，防空部隊過去一晝夜擊落5枚ATACMS導彈和46架烏克蘭無人機。俄佔頓涅茨克官員表示，烏克蘭使用集束彈攻擊阿列克桑德羅夫卡攻擊一座正進行禮拜的教堂，造成人員傷亡。另一官員表示，烏軍在過去一日炮擊俄佔頓涅茨克地區14次，共發射43枚彈藥。
俄罗斯国防部表示，自「特別軍事行動」開始以來，共摧毀烏克蘭593架飛機、270架直升機、23,609架無人機、509套防空飛彈系統、15,880輛坦克和其他裝甲戰車、1,275輛多管火箭系統、野戰砲和迫擊砲9209門、特種軍用車輛21387輛。另外，中央集團軍部隊已經控制前一天烏軍撤走的頓涅茨克市西北的塞梅尼夫卡村，擊退烏軍10次攻擊，烏軍損失約370人，俄軍亦擊毀1座無人機組裝車間以及在110個地區消滅烏軍有生力量，摧毀其軍事裝備，南部集團軍在頓涅茨克克拉斯諾霍里夫卡和康斯坦丁尼夫卡對烏軍發起打擊，烏軍損失395名士兵。
北約秘書記斯托爾滕貝格抵達烏克蘭首都基輔，並與總統澤連斯基會面，與總統澤連斯基會面時，磋商為烏克蘭設立為期五年，總值1千億歐元的特別基金，及烏克蘭加入北約進程等強調只要時機成熟，烏克蘭便會加入北約，並且到烏克蘭國會演說，提到中國、伊朗及北韓向俄羅斯提供組件製造武器，用來攻打烏克蘭，批評北約成員國未能履行軍援承諾及時交付彈藥和武器，令烏軍在戰場付出沉重代價。總統澤連斯基與斯托爾滕貝格到訪基輔國防大學，其中澤連斯基在問答環節中表示，烏克蘭只有在擊敗俄羅斯的全面入侵後才會加入北約。
美國國務卿布林肯在沙烏地阿拉伯舉行的世界經濟論壇上表示，俄羅斯和烏克蘭之間衝突的結束很大程度上取決於俄羅斯總統普丁的決定，普丁必須表現出真誠的對話意願。俄羅斯方面则拒絕任何不考慮其對頓巴斯、克里米亞、札波羅熱和赫爾松地區主權聲稱的和平倡議。
英國愛丁堡公爵夫人蘇菲代表英國外交部訪問烏克蘭，為第一位訪問烏克蘭的英國王室成員，並與總統澤連斯基會面和參觀布查鎮。
德國表示，向烏克蘭提供新一批軍事援助，其中包括十輛馬德步兵戰車、一套Skynex防空系統、豹2坦克弹药、IRIS-T中程飛彈、一套防空雷達TRML-4D、7500枚155毫米砲彈和一套AMPS直升機飛彈防禦系統等。
俄羅斯獨立媒體Mediazona與BBC新聞俄語根據公共來源，包括訃告、親屬、地區媒體和地方當局的報道，確認自2022年2月俄羅斯全面入侵烏克蘭以來，51,679名俄羅斯陣亡士兵的名字，報道明確表示，實際數字可能更高。
摩爾多瓦總統桑杜在布魯塞爾舉行的歐盟年度預算會議上表示，歐盟應制定第二次世界大戰時期美國馬歇爾計劃的「等效」版本，為摩爾多瓦和飽受戰爭蹂躪的烏克蘭的發展項目提供資金。

## 4月30日
烏克蘭地方政府表示，截至30日上午9時，俄羅斯在過去24小時內，一共襲擊10個州，包括敖德薩、聶伯彼得羅夫斯克、哈爾科夫、盧甘斯克、扎波羅熱、蘇梅、切爾尼戈夫、尼古拉耶夫、赫爾松和頓涅茨克州，至少造成7名平民死亡，36名平民受傷。哈爾科夫市長表示，俄軍對基輔斯基和霍洛德諾希爾斯基發射3枚UMPB D-30SN滑翔炸彈，至少造成1名平民死亡，9名平民受傷。敖德薩州州長表示，俄軍隊晚上使用彈道導彈襲擊敖德薩市，至少造成3名平民死亡，3名平民受傷。
烏克蘭武裝部隊總參謀部表示，自全面入侵以來，俄羅斯在烏克蘭損失468,720名士兵，過去一天俄羅斯部隊有1,250人傷亡，累計損失7,307輛坦克、14,046輛裝甲戰鬥車輛、16,109輛車輛和油箱、12,011門火砲系統、1,053套多管火箭系統、779套防空系統、348架飛機、325架直升機、9,531架無人機、2,126枚巡弋飛彈、26艘船隻和1艘潛艇等。
俄羅斯國防部表示，防空系統一天內擊落10架烏軍無人機、6枚美制MGM-140陸軍戰術導彈和2枚法制鐵錘航空制導炸彈。美國國家安全委員會戰略溝通協調員柯比表示，美國沒有證據表明俄軍已經成功擊落烏克蘭發射的美製MGM-140陸軍戰術導彈。
俄羅斯別爾哥羅德州州長表示，防空系統擊落一個空中目標，沒有人員傷亡。俄羅斯公眾院議員表示，烏克蘭武裝分子凌晨使用ATACMS導彈向克里米亞發動打擊，防空系統在佔科伊和辛菲羅波爾上空啓動。俄羅斯庫爾斯克州州長表示，烏克蘭對科濟諾發動炮擊，至少造成2名居民受傷。
俄羅斯國防部表示，過去一天摧毀烏軍1個組裝輕型攻擊無人機的機庫、2個軍事技術器材倉庫以及在108個地區的有生力量和軍事裝備。西部集團軍擊退烏軍5次反擊，中部集團軍擊退烏軍9次反擊，在過去一晝夜內烏軍於各地區損失795名士兵。
烏克蘭總統澤倫斯基呼籲西方盟國加快提供急需的軍事援助，形容前線不應該由俄軍主導，而應該由烏克蘭的防空、大炮、無人機主導，並透過這樣的方式擾亂俄羅斯的計劃。總理什梅加爾表示，烏克蘭政府將撥款3.91億美元為武裝部隊購買30萬架無人機。烏克蘭總檢察長表示，俄軍29日使用帶有集束彈藥彈頭的9K720伊斯坎德爾飛彈襲擊敖德薩，導致大量平民死傷。
俄罗斯执法部门表示，逮捕5名青年男女，涉嫌在26日於莫斯科奧斯塔菲耶沃機場縱火焚燒直升機，當局將以恐怖主义行为罪名起诉。另外，當局拘留一名滨海边疆区居民，其涉嫌與烏克蘭情報機構接觸。
烏克蘭國家安全局表示，拘留2名基輔居民，涉嫌以烏克蘭安全部門名義建立虛假賬戶，協助俄羅斯進行虛假資訊活動，傳播關於俄羅斯對烏克蘭全面戰爭的虛假指控，以詆譭烏克蘭國防和安全部隊。
烏克蘭外交部表示，有關暫停對18至60歲的，適合軍齡的烏克蘭男子提供領事服務的禁令只是暫時性，亦不適用於已經更新其軍事記錄的人。
拉脫維亞總理宣佈，拉脫維亞已批准向烏克蘭提供新一批軍事援助計劃，幫助提高烏克蘭的防空和情報能力。挪威首相表示，奧斯陸將對烏克蘭提供約6.3億美元援助，大部分將支援基輔的防空和火炮彈藥供應。